# Montbéliard
Ne doit pas être confondu avec Montélimar.
Cet article possède un paronyme, voir Montliard.
Montbéliard (/mɔ̃.be.ljaʁ/) est une commune française, sous-préfecture du département du Doubs, dans la région culturelle et historique de Franche-Comté et la région administrative Bourgogne-Franche-Comté. Elle est située dans le nord-est de la Franche-Comté, à moins d'une vingtaine de kilomètres de la Suisse, aux portes du massif du Jura.
Montbéliard et sa proche région (le « Pays de Montbéliard ») ont été rattachés à la France en 1793 après avoir été une principauté, possession des comtes de Wurtemberg pendant plus de 700 ans et considéré à ce titre comme faisant partie du Saint-Empire romain germanique. Par voie de conséquence, Montbéliard - seule ville francophone dans ce cas - a adopté le luthéranisme comme religion d'État et a constitué par la suite l'un des bastions du protestantisme en France dont l'héritage a notamment laissé le Château des ducs de Wurtemberg dominant encore aujourd'hui la cité.
Ses habitants, les Montbéliardais, étaient au nombre de 25 516 habitants en 2022. L'unité urbaine, qui comptabilisait pour sa part 112 487 habitants, est la troisième agglomération de la région en nombre d'habitants. Elle est au centre de l'intercommunalité Pays de Montbéliard Agglomération, comprenant 73 communes et 139 486 habitants en 2021, et d'une aire d'attraction de 178 723 habitants en 2022.
Labellisée Ville d'Art et d’Histoire et Capitale française de la culture en 2024, la ville est connue mondialement pour son marché de Noël, considéré comme l'un des plus beaux de France, mais aussi pour son patrimoine agricole et culinaire, dont les fleurons sont la vache montbéliarde et la saucisse de Montbéliard. Le Pays de Montbéliard est aussi le berceau des automobiles Peugeot et de l'usine Stellantis (ex-PSA) de Sochaux.

## Géographie

### Localisation
Montbéliard, ville de l'Est de la France est située à l’extrémité nord du département du Doubs, en Franche-Comté.
La ville de Belfort est seulement à une vingtaine de kilomètres au nord et partage d'ailleurs un certain nombre d'investissements avec Montbéliard notamment dans le cadre du pôle métropolitain Nord Franche-Comté. Mulhouse est à 62 km à l'est, Besançon à 81 km vers l'ouest. La frontière suisse n'est qu'à 18 km (point de passage entre Delle et Boncourt sur la Transjurane). La ville suisse la plus proche est Porrentruy, à 30 km de Montbéliard. Bâle est à 70 km à l'est à vol d'oiseau mais accessible plus rapidement par l'autoroute via Mulhouse, ce qui représente une distance de plus de 90 km.

### Topographie
Montbéliard est située dans la trouée de Belfort et possède un paysage légèrement vallonné dû à la proximité du massif jurassien ; le château local est notamment construit sur un éperon rocheux.

### Géologie
Le territoire de Montbéliard et des communes voisines est essentiellement recouvert par l'étage kimméridgien. Dans les environs des roches sidérolithiques sont extraites pour leur fer.
La commune est située à proximité de deux bassins houillers : le bassin houiller keupérien de Haute-Saône à l'ouest, riche en gypse, sel gemme (sous forme de saumure), houille et le bassin houiller stéphanien sous-vosgien au nord, qui englobe l'est de la Haute-Saône, le Territoire de Belfort et le sud du Haut-Rhin,.

### Hydrographie

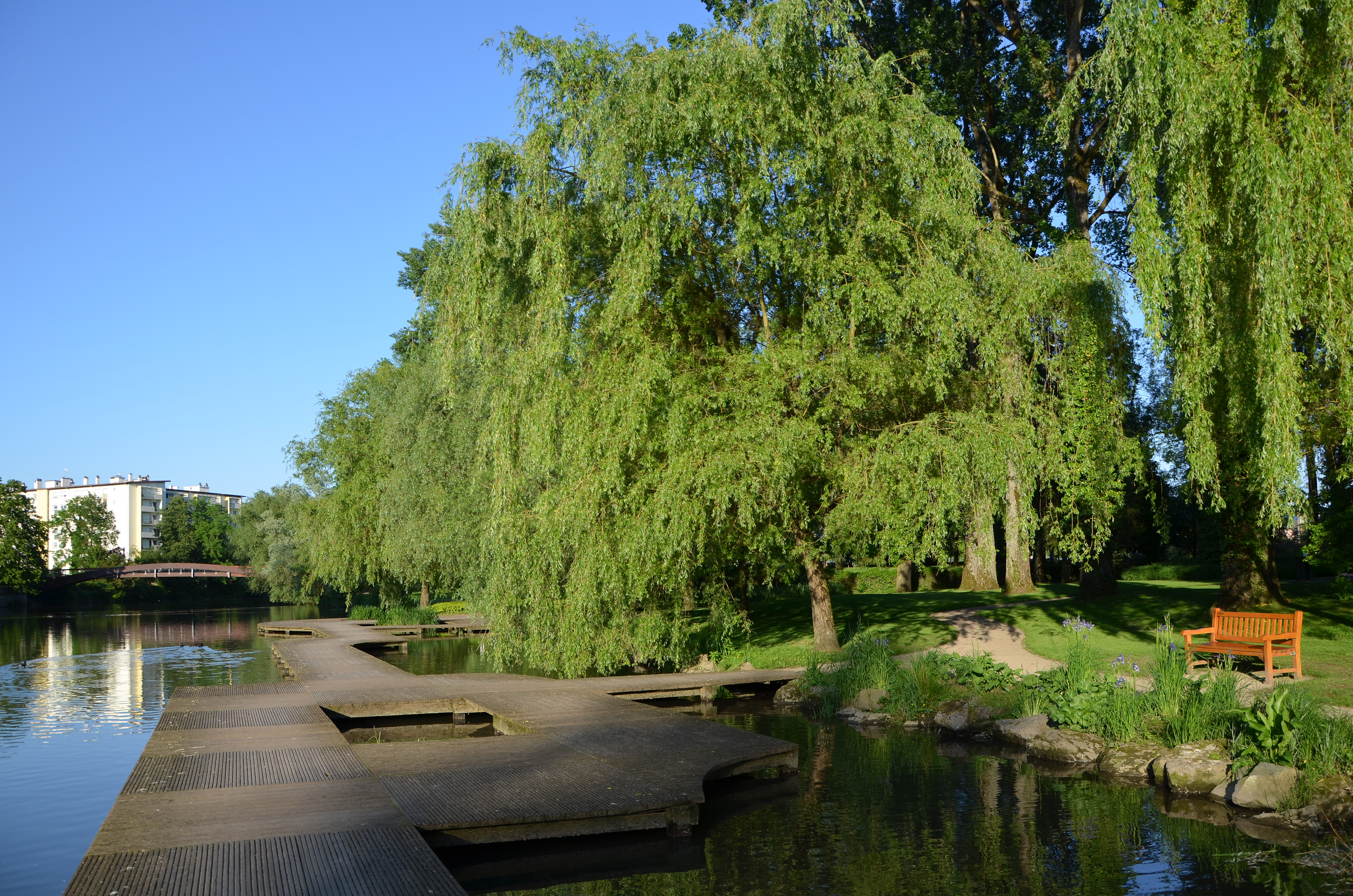
Rive de l'Allan.

La ville est arrosée par l'Allan et la Lizaine. En dehors du territoire communal, le Doubs s'écoule au sud, le Rupt à l'ouest et la Savoureuse à l'est.

### Climat
Pour des articles plus généraux, voir Climat de la Bourgogne-Franche-Comté et Climat du Doubs.
En 2010, le climat de la commune est de type climat des marges montargnardes, selon une étude du Centre national de la recherche scientifique s'appuyant sur une série de données couvrant la période 1971-2000. En 2020, Météo-France publie une typologie des climats de la France métropolitaine dans laquelle la commune est exposée à un climat semi-continental et est dans une zone de transition entre les régions climatiques « Vosges » et « Jura ».
Pour la période 1971-2000, la température annuelle moyenne est de 9,9 °C, avec une amplitude thermique annuelle de 17,4 °C. Le cumul annuel moyen de précipitations est de 1 177 mm, avec 11,9 jours de précipitations en janvier et 10,4 jours en juillet. Pour la période 1991-2020, la température moyenne annuelle observée sur la station météorologique de Météo-France la plus proche, « Dorans », sur la commune de Dorans à 9 km à vol d'oiseau, est de 10,9 °C et le cumul annuel moyen de précipitations est de 974,0 mm. 
La température maximale relevée sur cette station est de 38,1 °C, atteinte le 24 juillet 2019 ; la température minimale est de −16 °C, atteinte le 20 décembre 2009,,.
| Mois                                  | jan.          | fév.           | mars          | avril         | mai           | juin         | jui.          | août          | sep.          | oct.          | nov.          | déc.          | année     |
| ------------------------------------- | ------------- | -------------- | ------------- | ------------- | ------------- | ------------ | ------------- | ------------- | ------------- | ------------- | ------------- | ------------- | --------- |
| Température minimale moyenne (°C)     | −0,2          | −0,3           | 2,3           | 5,5           | 8,7           | 12,6         | 14,4          | 14,1          | 10,7          | 7,1           | 3,6           | 0,6           | 6,6       |
| Température moyenne (°C)              | 2,2           | 2,9            | 6,8           | 10,8          | 13,8          | 18           | 20,1          | 19,7          | 15,9          | 11,1          | 6,6           | 3,3           | 10,9      |
| Température maximale moyenne (°C)     | 4,6           | 6,2            | 11,3          | 16,1          | 19            | 23,4         | 25,8          | 25,4          | 21,2          | 15,2          | 9,6           | 6,1           | 15,3      |
| Record de froid (°C) date du record   | −11 07.01.17  | −13,8 05.02.12 | −7,5 01.03.18 | −3,7 06.04.21 | −1,3 06.05.19 | 5,2 21.06.10 | 7,2 03.07.11  | 6,4 30.08.09  | 2,8 20.09.12  | −3,7 29.10.12 | −8,7 30.11.10 | −16 20.12.09  | −16 2009  |
| Record de chaleur (°C) date du record | 18,4 01.01.23 | 21,4 24.02.21  | 25,2 31.03.21 | 27,7 21.04.18 | 32 25.05.09   | 35 19.06.22  | 38,1 24.07.19 | 37,8 07.08.15 | 33,4 11.09.23 | 29,5 02.10.23 | 23,1 07.11.15 | 16,8 24.12.13 | 38,1 2019 |
| Précipitations (mm)                   | 94,5          | 71             | 66,1          | 66,3          | 97,8          | 82,5         | 70,3          | 87,1          | 60,1          | 79,4          | 84,1          | 114,8         | 974       |

| Diagramme climatique                                  |           |             |             |           |              |              |              |              |             |            |             |
| J                                                     | F         | M           | A           | M         | J            | J            | A            | S            | O           | N          | D           |
| 4,6−0,294,5                                           | 6,2−0,371 | 11,32,366,1 | 16,15,566,3 | 198,797,8 | 23,412,682,5 | 25,814,470,3 | 25,414,187,1 | 21,210,760,1 | 15,27,179,4 | 9,63,684,1 | 6,10,6114,8 |
| Moyennes : • Temp. maxi et mini °C • Précipitation mm |           |             |             |           |              |              |              |              |             |            |             |

Les paramètres climatiques de la commune ont été estimés pour le milieu du siècle (2041-2070) selon différents scénarios d'émission de gaz à effet de serre à partir des nouvelles projections climatiques de référence DRIAS-2020. Ils sont consultables sur un site dédié publié par Météo-France en novembre 2022.

## Urbanisme

### Typologie
Au 1er janvier 2024, Montbéliard est catégorisée grand centre urbain, selon la nouvelle grille communale de densité à 7 niveaux définie par l'Insee en 2022.
Elle appartient à l'unité urbaine de Montbéliard, une agglomération inter-départementale dont elle est ville-centre,. Par ailleurs la commune fait partie de l'aire d'attraction de Montbéliard, dont elle est la commune-centre,. Cette aire, qui regroupe 137 communes, est catégorisée dans les aires de 50 000 à moins de 200 000 habitants,.

### Occupation des sols

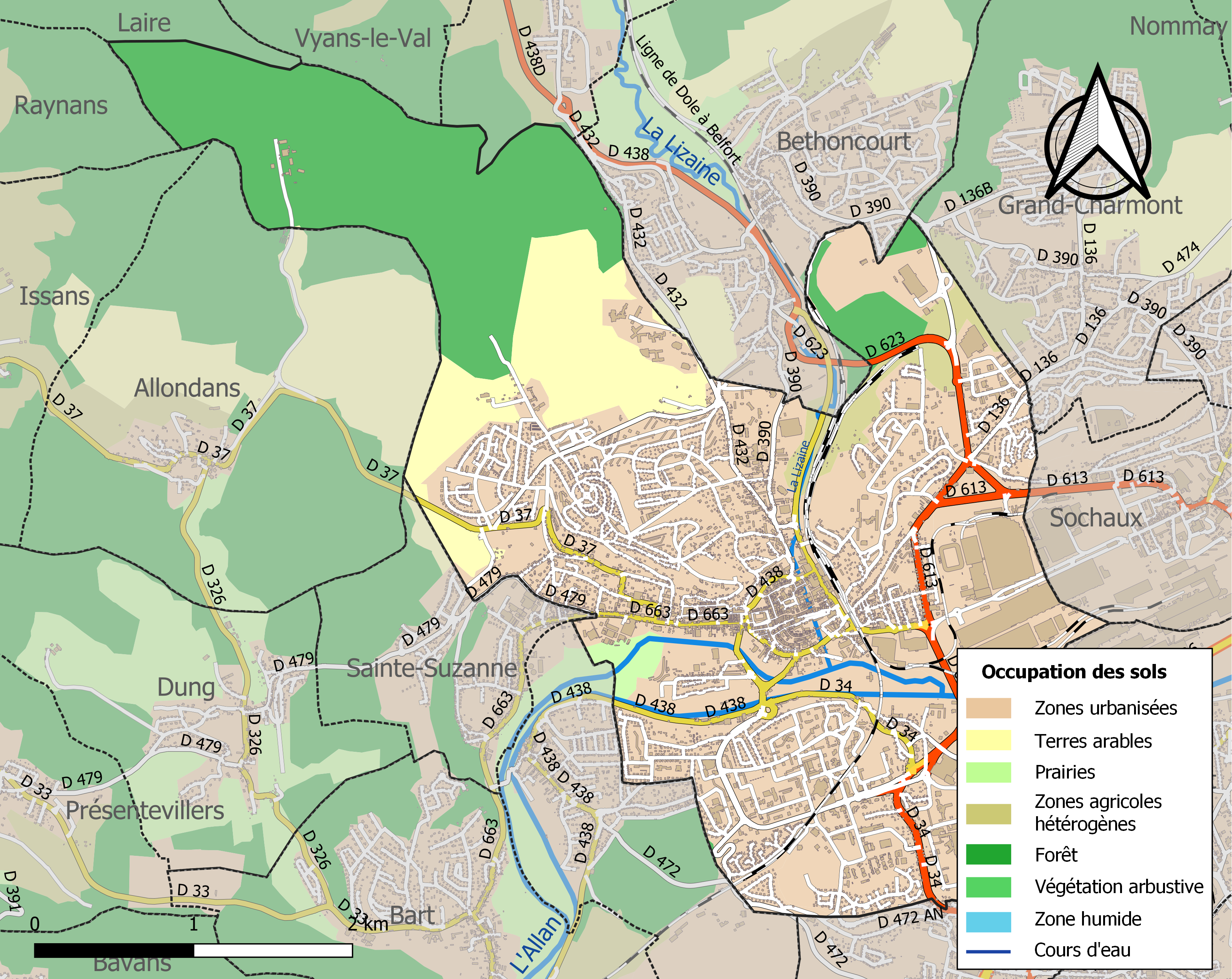
Carte des infrastructures et de l'occupation des sols de la commune en 2018 (CLC).

L'occupation des sols de la commune, telle qu'elle ressort de la base de données européenne d’occupation biophysique des sols Corine Land Cover (CLC), est marquée par l'importance des territoires artificialisés (64,9 % en 2018), en augmentation par rapport à 1990 (58,8 %). La répartition détaillée en 2018 est la suivante : zones urbanisées (48,1 %), forêts (20 %), zones industrielles ou commerciales et réseaux de communication (16,8 %), terres arables (8,6 %), zones agricoles hétérogènes (5,7 %), prairies (0,8 %). L'évolution de l’occupation des sols de la commune et de ses infrastructures peut être observée sur les différentes représentations cartographiques du territoire : la carte de Cassini (XVIIIe siècle), la carte d'état-major (1820-1866) et les cartes ou photos aériennes de l'IGN pour la période actuelle (1950 à aujourd'hui).

### Morphologie urbaine

Les quartiers de Montbéliard

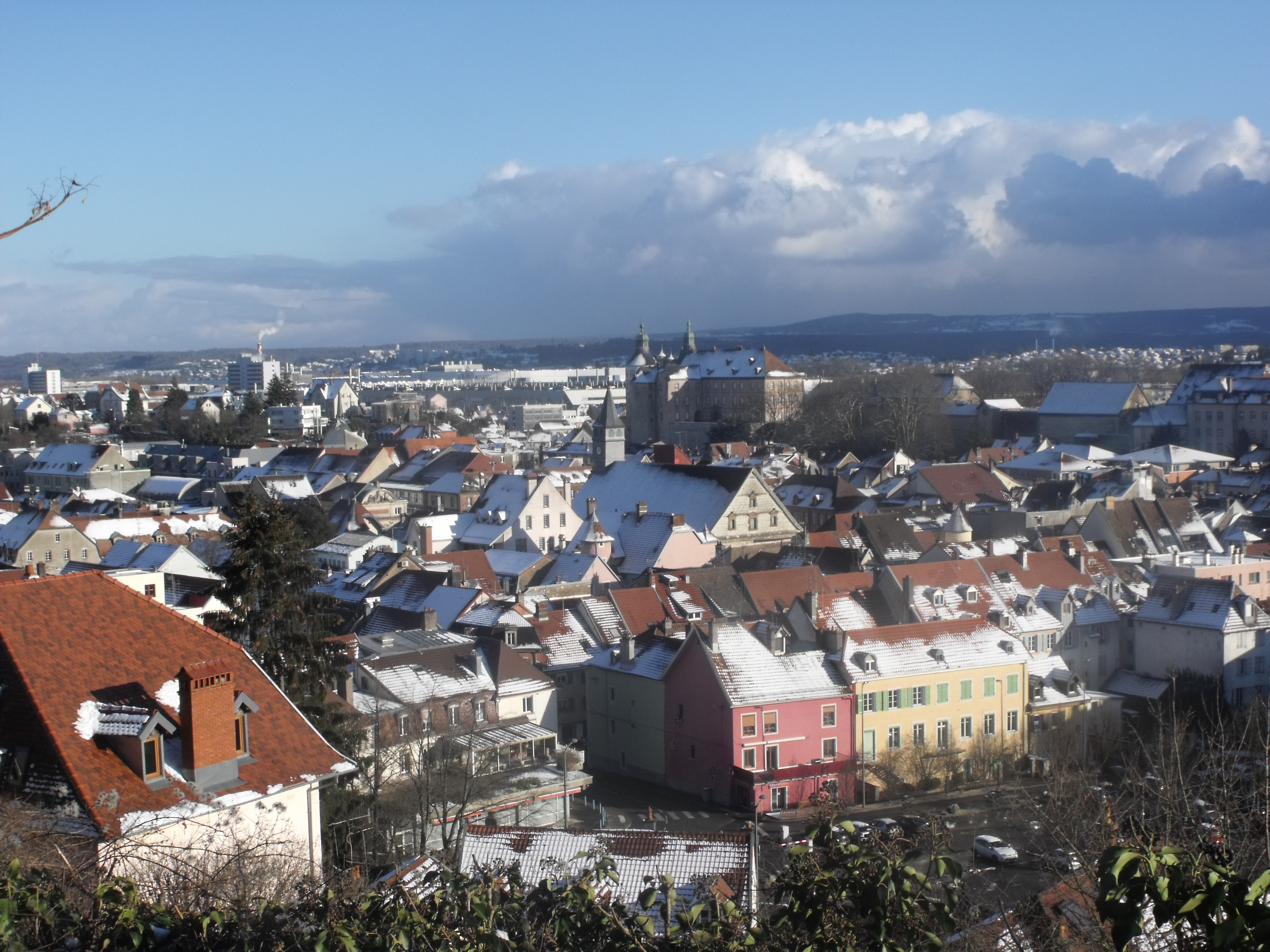
Centre-ville de Montbéliard.

- La Citadelle de Montbéliard, Cités-Jardins construites à partir des années 1930 d'après la loi Loucheur.
- La Chiffogne bâtie de 1955 à 1960.
- La Petite-Hollande et la ZUP à partir de 1965.
- Les Grands-Jardins (le « Mont Christ », (les immeubles du Mont-Christ ont été construits en 1955 bien avant la Chiffogne), le « Charmontet », les « Batteries du Parc », 1967-1969).

### Logement
Le nombre de logements sur la commune a été estimé à 13 589 en 2007. Ces logements se composent de 12 222 résidences principales, 136 résidences secondaires ou occasionnels ainsi que 1 231 logements vacants.

### Voies de communication et transports

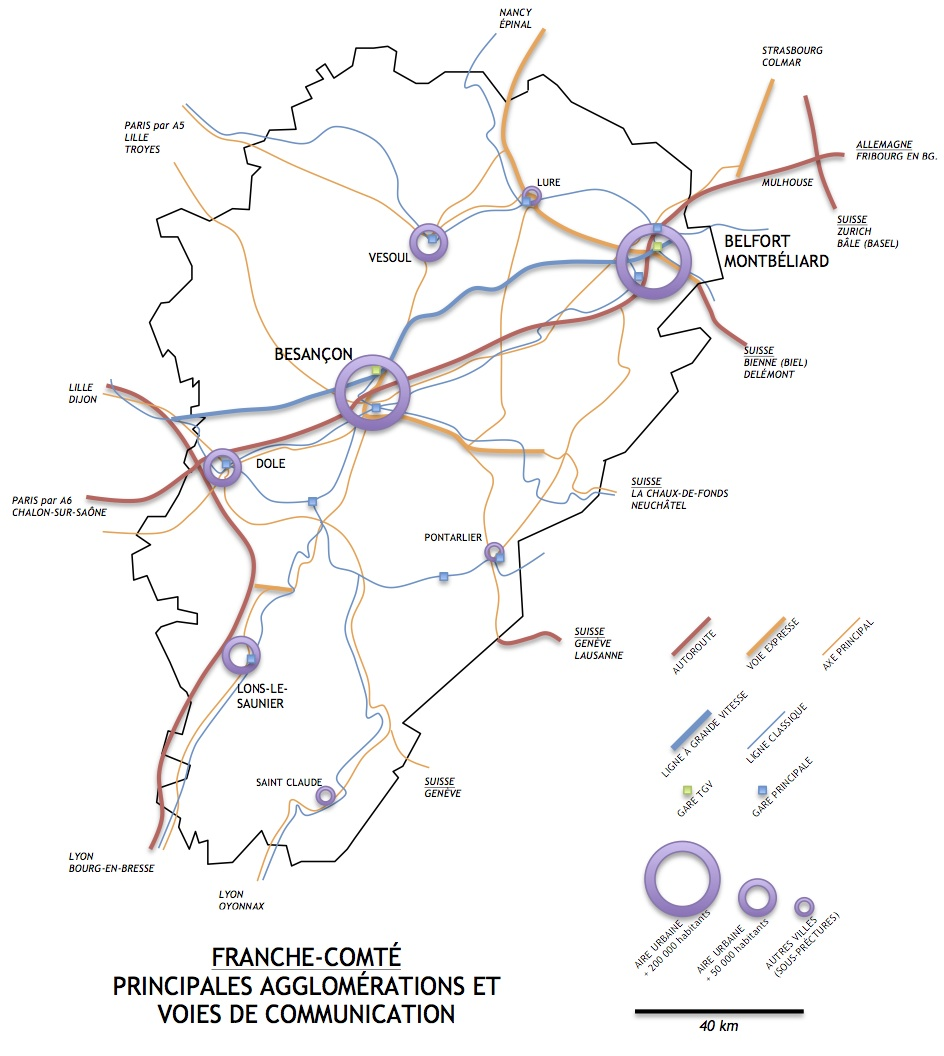
Situation de Montbéliard au sein des voies de communications franc-comtoises.

#### Chemin de fer et réseau routier
La gare de Montbéliard est établie sur la ligne de Dole-Ville à Belfort, et a des liaisons fréquentes vers Belfort et Besançon-Viotte. La LGV Rhin-Rhône passe au nord de la ville, qui est desservie par la gare de Belfort - Montbéliard TGV (située à 10 km).

#### Transports urbains
Montbéliard est le centre névralgique du réseau évolitY. Le pôle multimodal de l'Acropole se situe au pied du château de Montbéliard, à deux pas de la gare. Les deux lignes express « Diam » A et B desservent l'Acropole, ainsi que de nombreuses autres lignes.
Entre 2016 et 2019 la ville est petit à petit desservie par le Bus à haut niveau de service de l'agglomération, baptisé Evolity.

#### Réseau routier
Montbéliard est desservie par l'autoroute A36 surnommée « La Comtoise » : la sortie 8 dessert directement la ville. Montbéliard est aussi connectée aux routes départementales 34, 37, 390 et 438.

#### Voie cyclable

Tracé de l'EV6.

L'EuroVelo 6 ou EV6, également connue sous le nom d'« Eurovéloroute des Fleuves », est une véloroute de type EuroVelo qui traverse Montbéliard en reliant Saint-Nazaire à Constanţa. C'est la plus célèbre des véloroutes européennes, longue de 3 653 km, elle traverse l'Europe d'ouest en est, de l'océan Atlantique à la mer Noire en passant par dix pays. Elle suit l'itinéraire de trois des plus grands fleuves européens : la Loire, le Rhin et le Danube.

## Toponymie
La première mention connue remonte à 985 sous le toponyme Montem beliardae (ou Montem Billiardae). D'autres variantes telles que Mons Belgardis peuvent être trouvées dans la littérature.
Au cours de la Révolution française, la commune porta provisoirement le nom de Mont-Réuni.
Le nom germanique de Montbéliard est Mömpelgard : la principauté de Montbéliard (1397-1796) s'appelle en allemand "Grafschaft Württemberg-Mömpelgard". Le lieu de résidence (éventuelle) est le château d'Héricourt.

## Histoire

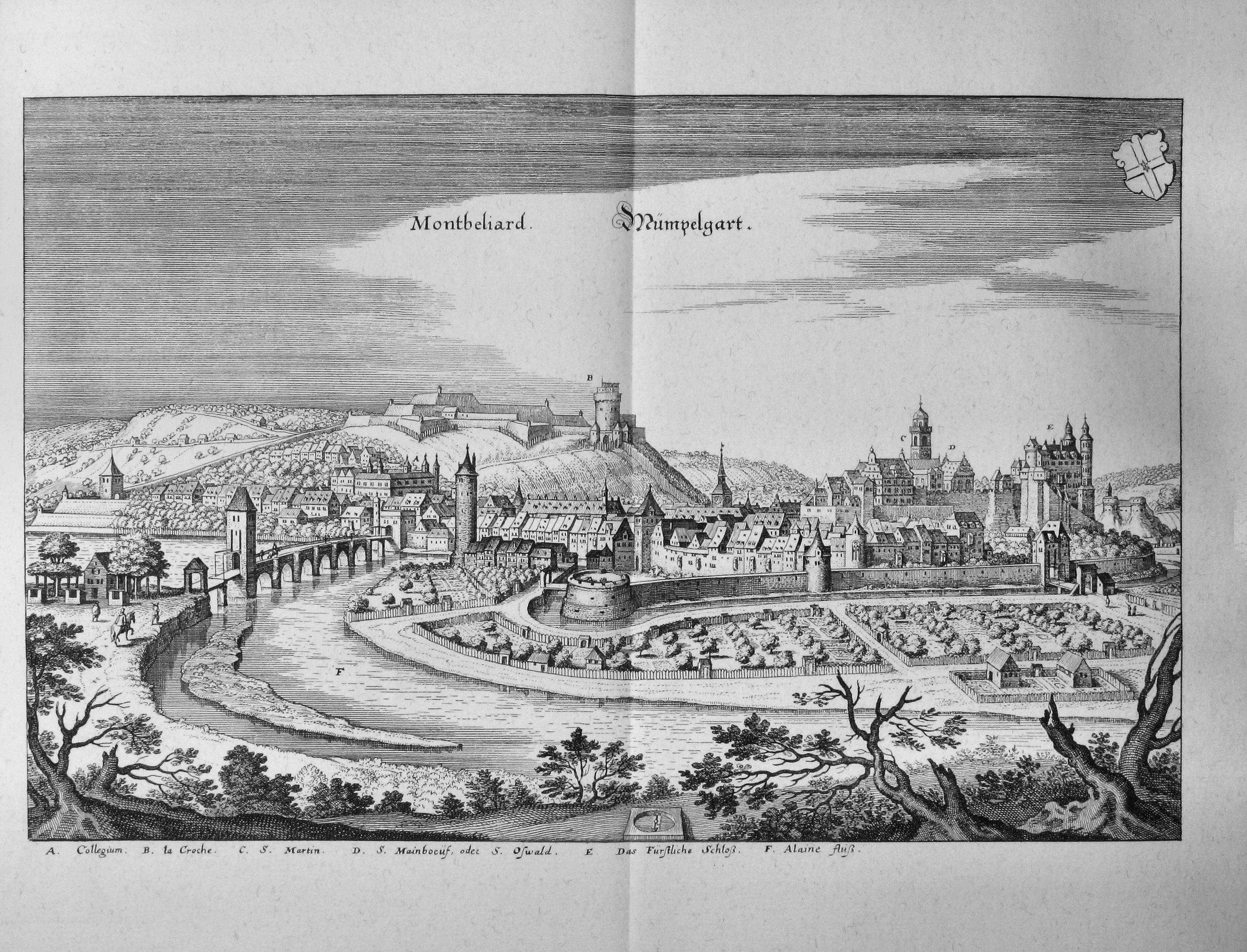
Topographia Alsatiae, Monbeliard/Mümpelgart

De 1042 à 1793, la ville fait partie du Saint-Empire romain germanique et forme le cœur du comté puis de la principauté de Montbéliard (Grafschaft Mömpelgard) fondé par l'empereur Henri III du Saint-Empire. De 1407 à 1793, elle appartient aux comtes de Wurtemberg, sans cesser d'être francophone, même si une cour germanique occupait parfois le château. C'est de cette Maison qu'est issue la princesse Sophie-Dorothée de Wurtemberg, épouse du tsar Paul Ier de Russie, dont sont issus tous les membres de la maison Romanov qui régna sur la Russie jusqu'en 1917 et est encore représentée aujourd'hui.
Au XVIe siècle, Montbéliard adhéra à la Réforme protestante, à l'instar de la République de Mulhouse et des cités suisses. Le prince de Wurtemberg étant luthérien, en vertu des règles fixées par la paix d'Augsbourg, Montbéliard adopte, volens nolens, le luthéranisme comme religion d’État, seule ville francophone dans ce cas[réf. nécessaire].
Certains survivants du massacre de Mérindol trouvèrent refuge à Montbéliard.
La principauté est annexée par la France en 1793. Montbéliard changea alors plusieurs fois de département. La ville fait d'abord partie de la Haute-Saône, puis en 1797 du Mont-Terrible, avant d'être rattachée à l'Alsace en 1800 par son intégration au département du Haut-Rhin. Les pertes territoriales de 1815 entraînent son rattachement définitif au département du Doubs en 1816.
Après son rattachement à la France, Montbéliard connaît un développement économique et industriel rapide, illustré par des familles telles que les Peugeot ou les Japy. Elle reste marquée par l'industrie automobile (usine Stellantis de Sochaux et ses divers fournisseurs).

## Politique et administration

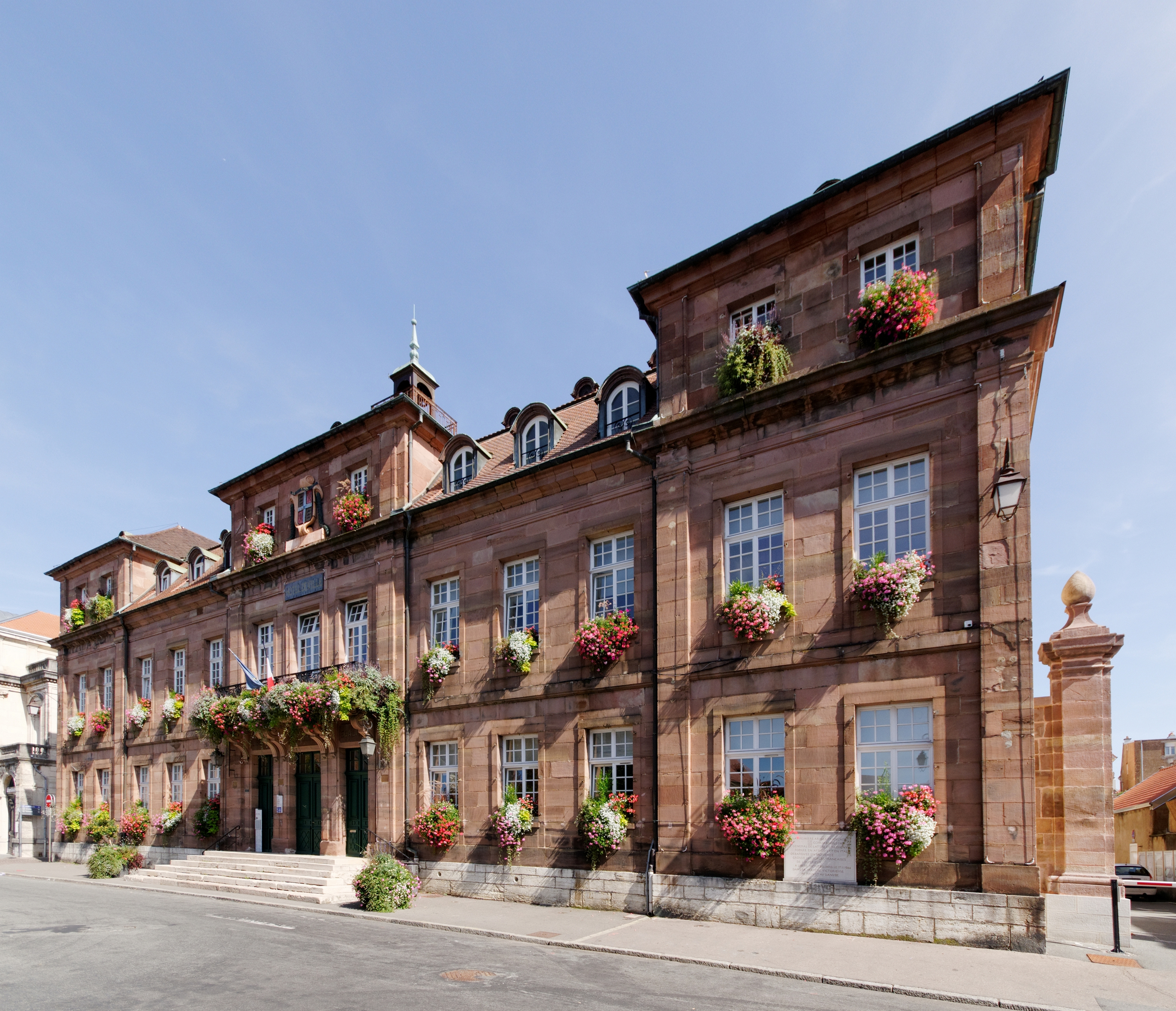
L'hôtel de ville.

### Rattachements administratifs et électoraux
Rattachements administratifs
La ville est le chef-lieu de l'arrondissement de Montbéliard du département du Doubs.
Jusqu'en 1973 et avant sa scission, le canton de Montbéliard était composé de vingt et une communes entières, Montbéliard, Aibre, Allondans, Bart, Bavans, Bethoncourt, Beutal, Bretigney, Désandans, Dung, Échenans, Issans, Laire, Lougres, Présentevillers, Raynans, Sainte-Marie, Sainte-Suzanne, Saint-Julien-lès-Montbéliard, Semondans et Le Vernoy. Ce canton est scindé en 1973 et la ville devient le Chef-lieu de deux cantons :
- le canton de Montbéliard-Est, formé d’une partie de Montbéliard et de la commune de Bethoncourt (26 318 habitants) ;
- le canton de Montbéliard-Ouest, formé d’une partie de Montbéliard et des communes d’Aibre, Allondans, Bart, Bavans, Beutal, Bretigney, Désandans, Dung, Échenans, Issans, Laire, Lougres, Présentevillers, Raynans, Saint-Julien-lès-Montbéliard, Sainte-Marie, Sainte-Suzanne, Semondans et Le Vernoy (18 597 habitants)[25].

Dans le cadre du redécoupage cantonal de 2014 en France, cette circonscription administrative territoriale a disparu, et le canton n'est plus qu'une circonscription électorale.
Rattachements électoraux
Pour les élections départementales, la commune depuis 2014 est le bureau centralisateur d'un unique canton de Montbéliard
Pour l'élection des députés, elle fait partie de la troisième circonscription du Doubs.

### Intercommunalité
Montbéliard est le siège de la communauté d'agglomération Pays de Montbéliard Agglomération, un établissement public de coopération intercommunale (EPCI) à fiscalité propre créé en 1999 et auquel la commune a transféré un certain nombre de ses compétences, dans les conditions déterminées par le code général des collectivités territoriales.
Cette intercommunalité succédait au district urbain du Pays de Montbéliard (DUPM), créé le 1er juillet 1959 avec 23 communes. Depuis l’extension de 2017, Pays de Montbéliard Agglomération regroupe 72 communes et plus de 125 000 habitants et assure de nombreuses tâches comme développement économique, le logement, le développement urbain, le développement touristique, l'environnement…

### Tendances politiques et résultats
Au 2d tour de l'élection présidentielle à Montbéliard, Emmanuel Macron (En Marche!) arrive en tête du scrutin, avec 68,51 % des suffrages exprimés. Il devance Marine Le Pen (RN) qui récolte 31,49 % des voix.
À l'issue du 1er tour à Montbéliard, Emmanuel Macron (En Marche!) était également arrivé en première position avec 22,37 % des votes.
Sur l'ensemble des votants, 6,65 % ont voté blanc.

#### Récapitulatif de résultats électoraux récents
| Scrutin             | 1er tour | 1er tour | 1er tour | 1er tour | 1er tour | 1er tour | 1er tour | 1er tour | 1er tour | 1er tour | 1er tour | 1er tour | 2d tour        | 2d tour        | 2d tour        | 2d tour        | 2d tour        | 2d tour        | 2d tour            | 2d tour            | 2d tour            | 2d tour            | 2d tour            | 2d tour            |
| Scrutin             | 1er      | 1er      | %        | 2e       | 2e       | %        | 3e       | 3e       | %        | 4e       | 4e       | %        | 1er            | 1er            | %              | 2e             | 2e             | %              | 3e                 | 3e                 | %                  | 4e                 | 4e                 | %                  |
| ------------------- | -------- | -------- | -------- | -------- | -------- | -------- | -------- | -------- | -------- | -------- | -------- | -------- | -------------- | -------------- | -------------- | -------------- | -------------- | -------------- | ------------------ | ------------------ | ------------------ | ------------------ | ------------------ | ------------------ |
| Municipales 2014    |          | UMP      | 41,29    |          | PS       | 24,40    |          | FN       | 16,92    |          | SE       | 10,46    |                | UMP            | 50,19          |                | PS             | 27,71          |                    | FN                 | 12,00              |                    | SE                 | 10,08              |
| Européennes 2014    |          | UMP      | 26,48    |          | FN       | 23,19    |          | PS       | 14,30    |          | UDI      | 7,79     | Tour unique    | Tour unique    | Tour unique    | Tour unique    | Tour unique    | Tour unique    | Tour unique        | Tour unique        | Tour unique        | Tour unique        | Tour unique        | Tour unique        |
| Régionales 2015     |          | FN       | 30,21    |          | PS       | 27,23    |          | UDI      | 24,04    |          | DLF      | 3,94     |                | PS             | 39,89          |                | UDI            | 31,72          |                    | FN                 | 28,38              | Pas de 4e          | Pas de 4e          | Pas de 4e          |
| Présidentielle 2017 |          | EM       | 22,37    |          | LFI      | 21,70    |          | LR       | 20,69    |          | FN       | 20,62    |                | EM             | 68,51          |                | FN             | 31,49          | Pas de 3e ni de 4e | Pas de 3e ni de 4e | Pas de 3e ni de 4e | Pas de 3e ni de 4e | Pas de 3e ni de 4e | Pas de 3e ni de 4e |
| Législatives 2017   |          | LREM     | 37,78    |          | LR       | 19,21    |          | FN       | 17,41    |          | FI       | 10,19    |                | LREM           | 59,57          |                | LR             | 40,43          | Pas de 3e ni de 4e | Pas de 3e ni de 4e | Pas de 3e ni de 4e | Pas de 3e ni de 4e | Pas de 3e ni de 4e | Pas de 3e ni de 4e |
| Européennes 2019    |          | RN       | 22,02    |          | LREM     | 21,31    |          | LR       | 10,87    |          | EELV     | 10,43    | Tour unique    | Tour unique    | Tour unique    | Tour unique    | Tour unique    | Tour unique    | Tour unique        | Tour unique        | Tour unique        | Tour unique        | Tour unique        | Tour unique        |
| Municipales 2020    |          | DVD      | 54,52    |          | PS       | 27,40    |          | DVC      | 13,88    |          | EXG      | 4,18     | Pas de 2d tour | Pas de 2d tour | Pas de 2d tour | Pas de 2d tour | Pas de 2d tour | Pas de 2d tour | Pas de 2d tour     | Pas de 2d tour     | Pas de 2d tour     | Pas de 2d tour     | Pas de 2d tour     | Pas de 2d tour     |
| Présidentielle 2022 |          | LFI      | 29,85    |          | LREM     | 25,19    |          | RN       | 19,51    |          | REC      | 7,42     |                | LREM           | 62,61          |                | RN             | 37,39          | Pas de 3e ni de 4e | Pas de 3e ni de 4e | Pas de 3e ni de 4e | Pas de 3e ni de 4e | Pas de 3e ni de 4e | Pas de 3e ni de 4e |

### Ancien Régime
Avant son rattachement à la France, Montbéliard fut indépendante puis sous souveraineté du Würtemberg, le conseil commun de Montbéliard se composait de neuf maîtres bourgeois et d'un maître bourgeois en chef, élu pour le présider. Le maire était un officier du comte, nommé par lui, accrédité auprès des magistrats municipaux et n'ayant que voix consultative dans les délibérations du conseil.
| Période                                  | Période | Identité                      | Étiquette | Qualité                         |
| ---------------------------------------- | ------- | ----------------------------- | --------- | ------------------------------- |
| Les données manquantes sont à compléter. |         |                               |           |                                 |
| 1633                                     |         | Gerson Parrot                 |           |                                 |
| 1689                                     |         | Jules-Frédéric Scharffenstein |           |                                 |
| 1678                                     |         | George Euvrard                |           |                                 |
| 1728                                     |         | Pierre Scharffenstein         |           |                                 |
| 1767                                     |         | Jean-Jacques Parrot           |           | Père de Georges Frédéric Parrot |

### Finances locales
Cette section est consacrée aux finances locales de Montbéliard de 2000 à 2018.
Les comparaisons des ratios par habitant sont effectuées avec ceux des communes de 20 000 à 50 000 habitants appartenant à un groupement fiscalisé, c'est-à-dire à la même strate fiscale.
Pour l'exercice 2018, le compte administratif du budget municipal de Montbéliard s'établit à 51 309 500 € en dépenses et 56 035 290 € en recettes :
- les dépenses se répartissent en 38 950 880 € de charges de fonctionnement et 12 358 620 € d'emplois d'investissement ;
- les recettes proviennent des 43 611 200 € de produits de fonctionnement et de 12 424 090 € de ressources d'investissement.

Pour Montbéliard en 2018, la section de fonctionnement se répartit en 38 950 880 € de charges (1 494 € par habitant) pour 43 611 200 € de produits (1 672 € par habitant), soit un solde de la section de fonctionnement de 4 660 320 € (179 € par habitant) :
- le principal pôle de dépenses de fonctionnement est celui des charges de personnels[Note 7] pour un montant de 20 547 000 € (53 %), soit 788 € par habitant, ratio voisin de la valeur moyenne de la strate. Sur les 5 dernières années, ce ratio fluctue et présente un minimum de 787 € par habitant en 2018 et un maximum de 847 € par habitant en 2014. Viennent ensuite les groupes des achats et charges externes[Note 8] pour 21 %, des subventions versées[Note 9] pour 13 %, des charges financières[Note 10] pour 2 % et finalement celui des contingents[Note 11] pour des sommes inférieures à 1 % ;
- la plus grande part des recettes est constituée des impôts locaux[Note 12] pour une somme de 14 270 000 € (33 %), soit 547 € par habitant, ratio inférieur de 12 % à la valeur moyenne pour les communes de la même strate (625 € par habitant). Sur la période 2014 - 2018, ce ratio fluctue et présente un minimum de 544 € par habitant en 2017 et un maximum de 552 € par habitant en 2014. Viennent ensuite de la dotation globale de fonctionnement (DGF)[Note 13] pour 9 % et des autres impôts[Note 14] pour 13 %.

La dotation globale de fonctionnement est quasiment égale à celle versée en 2017.
Les taux des taxes ci-dessous sont votés par la municipalité de Montbéliard. Ils n'ont pas varié par rapport à 2017 :
- la taxe d'habitation : 14,90 % ;
- la taxe foncière sur le bâti : 22,22 % ;
- celle sur le non bâti : 29,78 %.

Cette section détaille les investissements réalisés par la commune de Montbéliard.
Les emplois d'investissement en 2018 comprenaient par ordre d'importance :
- des dépenses d'équipement[Note 16] pour une valeur totale de 8 169 000 € (66 %), soit 313 € par habitant, ratio voisin de la valeur moyenne de la strate. Depuis 5 ans, ce ratio fluctue et présente un minimum de 183 € par habitant en 2016 et un maximum de 313 € par habitant en 2018 ;
- des remboursements d'emprunts[Note 17] pour une somme de 3 817 000 € (31 %), soit 146 € par habitant, ratio supérieur de 39 % à la valeur moyenne pour les communes de la même strate (105 € par habitant).

Les ressources en investissement de Montbéliard se répartissent principalement en :
- nouvelles dettes pour un montant de 2 067 000 € (17 %), soit 79 € par habitant, ratio voisin de la valeur moyenne de la strate. Pour la période allant de 2014 à 2018, ce ratio fluctue et présente un minimum de 18 € par habitant en 2016 et un maximum de 225 € par habitant en 2014 ;
- subventions reçues pour une valeur totale de 1 469 000 € (12 %), soit 56 € par habitant, ratio voisin de la valeur moyenne de la strate.

L'endettement de Montbéliard au 31 décembre 2018 peut s'évaluer à partir de trois critères : l'encours de la dette, l'annuité de la dette et sa capacité de désendettement :
- l'encours de la dette pour une somme de 30 562 000 €, soit 1 172 € par habitant, ratio supérieur de 13 % à la valeur moyenne pour les communes de la même strate (1 036 € par habitant). Depuis cinq ans, ce ratio diminue de façon continue de 1 510 € à 1 171 € par habitant ;
- l'annuité de la dette pour une somme de 4 742 000 €, soit 182 € par habitant, ratio supérieur de 37 % à la valeur moyenne pour les communes de la même strate (133 € par habitant). Depuis cinq ans, ce ratio diminue de façon continue de 238 € à 181 € par habitant ;
- la capacité d'autofinancement (CAF) pour une valeur totale de 6 824 000 €, soit 262 € par habitant, ratio supérieur de 37 % à la valeur moyenne pour les communes de la même strate (191 € par habitant). En partant de 2014 et jusqu'à 2018, ce ratio fluctue et présente un minimum de 176 € par habitant en 2014 et un maximum de 261 € par habitant en 2018. La capacité de désendettement est d'environ quatre années en 2018. Sur une période de 19 années, ce ratio présente un minimum d'environ deux années en 2003 et un maximum d'environ huit années en 2013.

|                                                                              |
| Valeurs en euros · Montbéliard, Par habitant : CAF Encours total de la dette |

### Jumelages
- Ludwigsburg (Allemagne) depuis 1950 : il s'agit du premier jumelage franco-allemand.

Le mouvement des jumelages franco-allemands est né au lendemain de la Seconde Guerre mondiale. La ville de Montbéliard fut la première ville après la Seconde Guerre mondiale à développer un partenariat avec une ville allemande. C'est en 1950, que le maire de Montbéliard Lucien Tharradin, ancien résistant et rescapé de Buchenwald, pose les premières bases d'un jumelage avec Ludwigsburg dans le Bade-Wurtemberg. En Allemand, Montbéliard se dit Mömpelgard ou Mümpelgart. Ce premier jumelage franco-allemand, officialisé en 1962, soit cinq ans après le décès de Lucien Tharradin, garde une valeur de symbole.
Le pont reliant le quartier de la Prairie à la zone commerciale du Pied Des Gouttes porte le nom de pont de Ludwigsburg.
- Greensboro (États-Unis) depuis 1992. Il existe une rue de Greensboro à Montbéliard[50].

## Équipements et services publics

### Enseignement

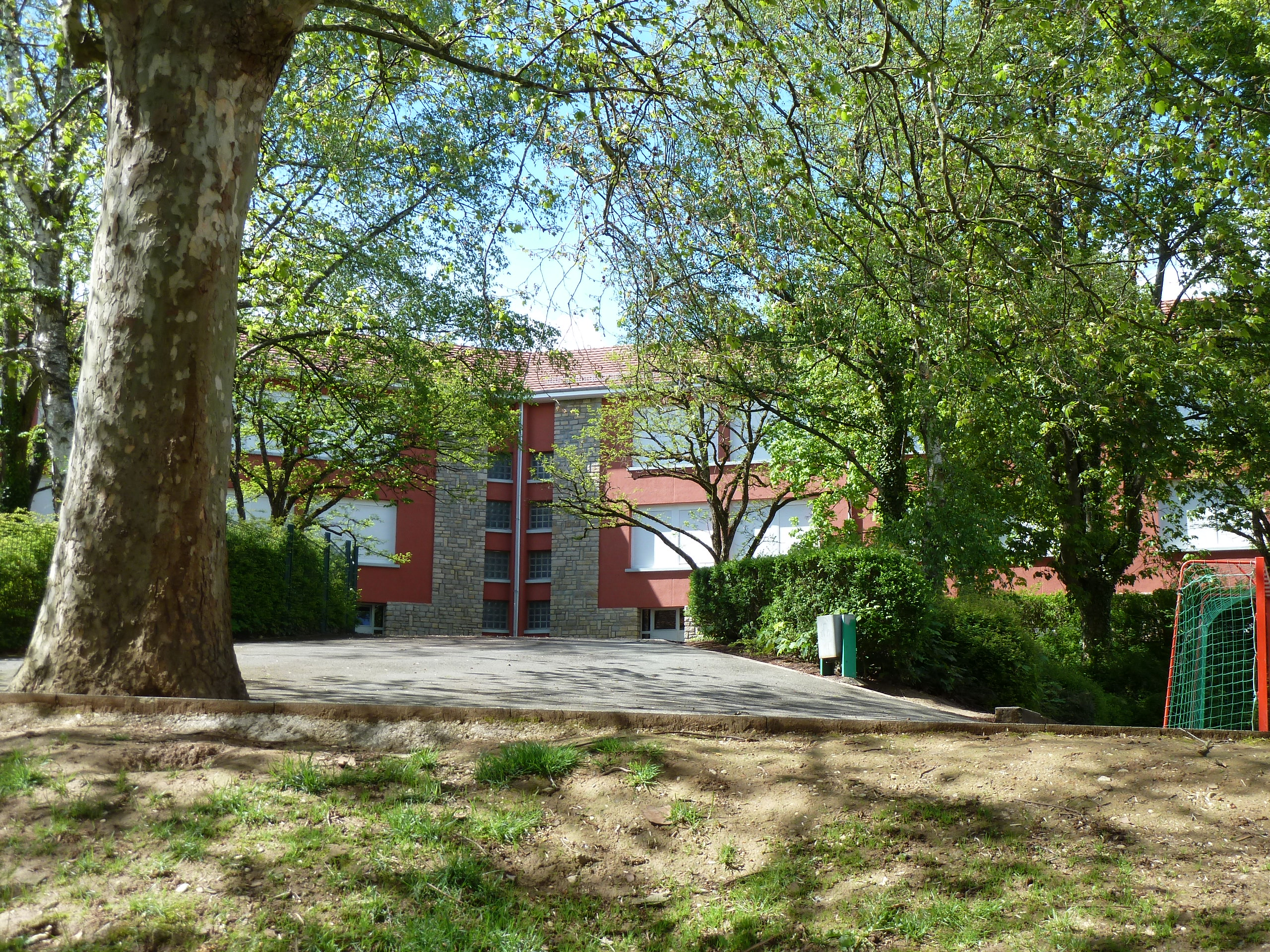
Groupe scolaire Victor Hugo au sein du quartier de la Chiffogne.

Montbéliard compte 32 établissements dont 15 écoles maternelles, 10 écoles primaires, 3 collèges et 3 lycées.
Les collèges et lycées de Montbéliard sont : le collège Guynemer, le collège Lou-Blazer et le collège privé Saint-Maimbœuf pour les lycées, la ville dispose des lycées Georges-Cuvier, Lycée Germaine-Tillion, lycée professionnel les Huisselets.
La ville possède également un campus regroupant de nombreuses formations.

### Santé
Avant 2017, la commune de Montbéliard accueillait un hôpital, le centre hospitalier André-Boulloche. Issu de la fusion des hôpitaux de Belfort et de Montbéliard, l'hôpital Nord Franche-Comté a intégré ses nouveaux locaux à Trévenans en janvier 2017. L’hôpital a une capacité totale de 1 213 lits en et places en 2019. Il s’adresse aux 350 000 habitants du Nord Franche-Comté. Il est composé de plusieurs établissements.

L'hôpital de Montbéliard.
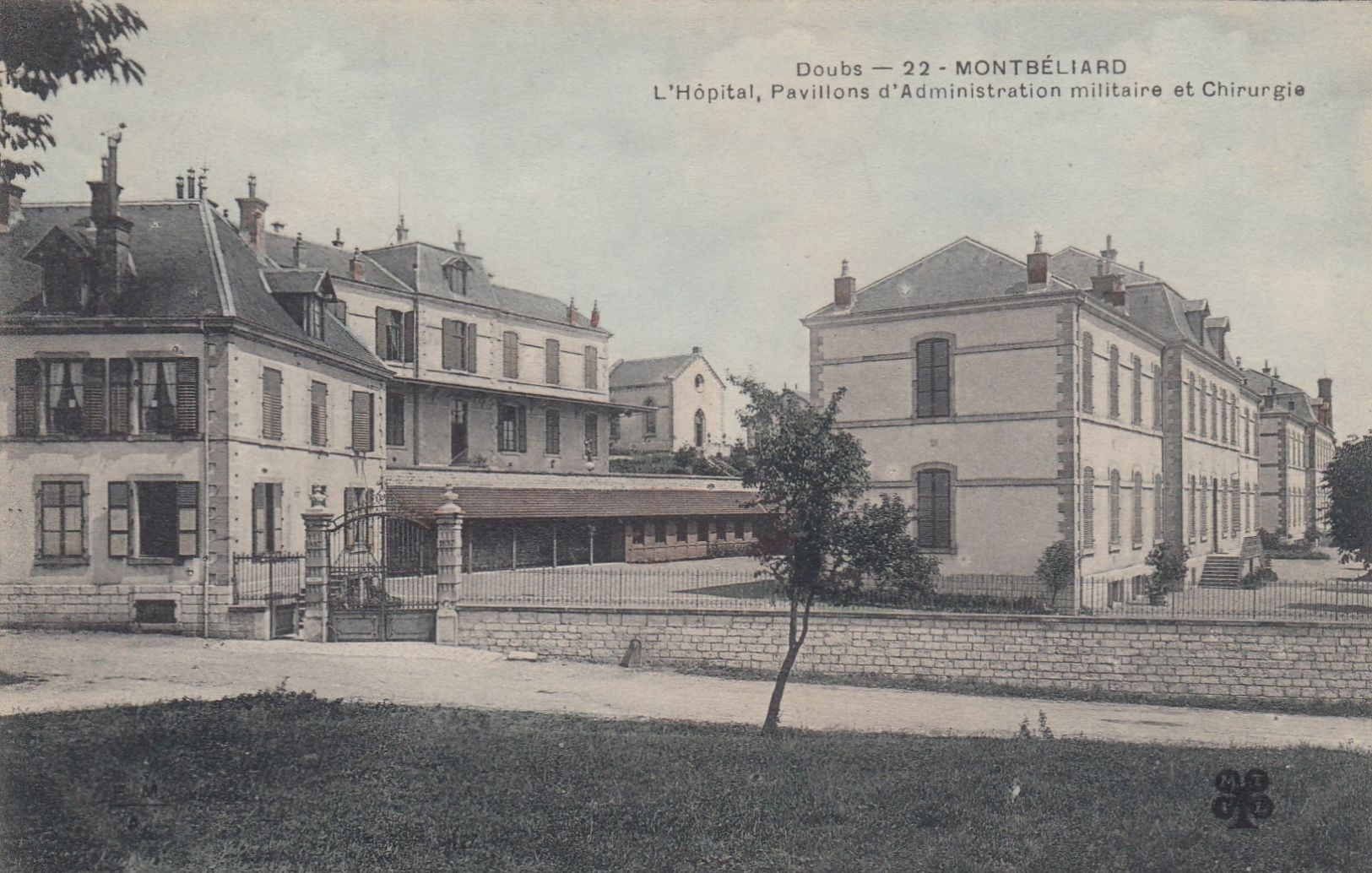
Vers 1900.
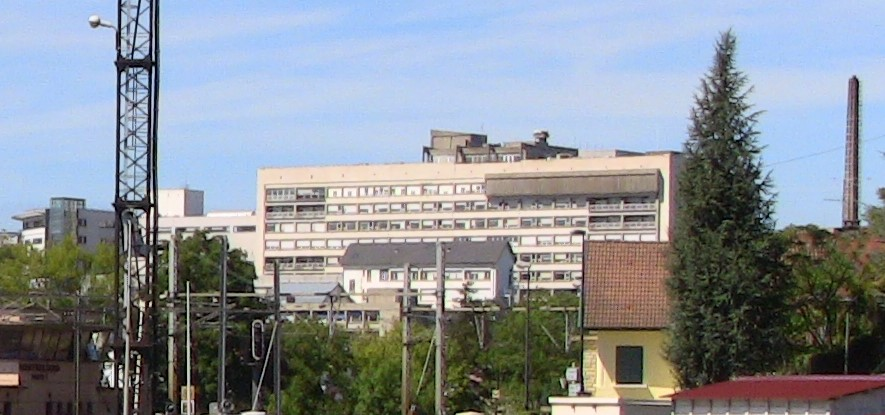
En 2011.

Le site des Portes du Jura a comporté une clinique privée de 1997 à 2015.

## Population et société

### Démographie
L'évolution du nombre d'habitants est connue à travers les recensements de la population effectués dans la commune depuis 1793. Pour les communes de plus de 10 000 habitants les recensements ont lieu chaque année à la suite d'une enquête par sondage auprès d'un échantillon d'adresses représentant 8 % de leurs logements, contrairement aux autres communes qui ont un recensement réel tous les cinq ans,.

En 2022, la commune comptait 25 516 habitants, en évolution de +0,84 % par rapport à 2016 (Doubs : +1,88 %, France hors Mayotte : +2,11 %).
| 1793  | 1800  | 1806  | 1821  | 1831  | 1836  | 1841  | 1846  | 1851  |
| ----- | ----- | ----- | ----- | ----- | ----- | ----- | ----- | ----- |
| 3 428 | 3 693 | 3 592 | 4 485 | 4 767 | 5 133 | 5 789 | 5 829 | 6 144 |

| 1856  | 1861  | 1866  | 1872  | 1876  | 1881  | 1886  | 1891  | 1896  |
| ----- | ----- | ----- | ----- | ----- | ----- | ----- | ----- | ----- |
| 5 852 | 6 353 | 6 484 | 6 509 | 8 938 | 8 784 | 9 531 | 9 561 | 9 799 |

| 1901   | 1906   | 1911   | 1921   | 1926   | 1931   | 1936   | 1946   | 1954   |
| ------ | ------ | ------ | ------ | ------ | ------ | ------ | ------ | ------ |
| 10 034 | 10 455 | 10 392 | 10 063 | 10 292 | 12 767 | 14 217 | 14 301 | 17 023 |

| 1962   | 1968   | 1975   | 1982   | 1990   | 1999   | 2006   | 2011   | 2016   |
| ------ | ------ | ------ | ------ | ------ | ------ | ------ | ------ | ------ |
| 21 699 | 23 908 | 30 425 | 31 836 | 29 005 | 27 570 | 26 535 | 25 974 | 25 304 |

| 2021   | 2022   | - | - | - | - | - | - | - |
| ------ | ------ | - | - | - | - | - | - | - |
| 25 573 | 25 516 | - | - | - | - | - | - | - |

La population passe de 3 823 habitants en 1815 à 10 400 en 1913. L'ouverture de la région grâce au canal, le chemin de fer, la route Porrentruy-Montbéliard-Belfort ont permis une immigration. La gare, construite en 1852, va permettre l'essor industriel. L'exode rural devient alors très fort mais aussi des Italiens travaillant dans le bâtiment, les Suisses dans l'horlogerie et les optantes (réfugiés alsaciens) nourrissent la démographie. L'espérance de vie est de 47 ans pour les hommes et 49 ans pour les femmes, la mortalité infantile est de 20 %. Le réseau hydrographique dense empêche l'expansion de la ville et provoque des inondations.

### Manifestations culturelles et festivités
Le marché de Noël de Montbéliard ou les « Lumières de Noël », qui se tiennent pendant la période de l'avent, attirent chaque année près de 400 000 visiteurs venus admirer et faire des achats auprès des artisans qui y exposent, ce qui en fait l'un des marchés de Noël les plus importants d'Europe. Plus de cent vingt artisans se blottissent autour du temple Saint-Martin. L'artisanat d'art côtoie la gastronomie régionale. Les maîtres mots du comité de sélection sont tradition et authenticité. Les animations sont nombreuses (conférences, dégustations, ateliers pour enfants, patinoire à ciel étoilé, expositions…) et chaque année un pays invité est à l'honneur.
Tous les deux ans, le réveillon de fin d'année se passe dans la rue…

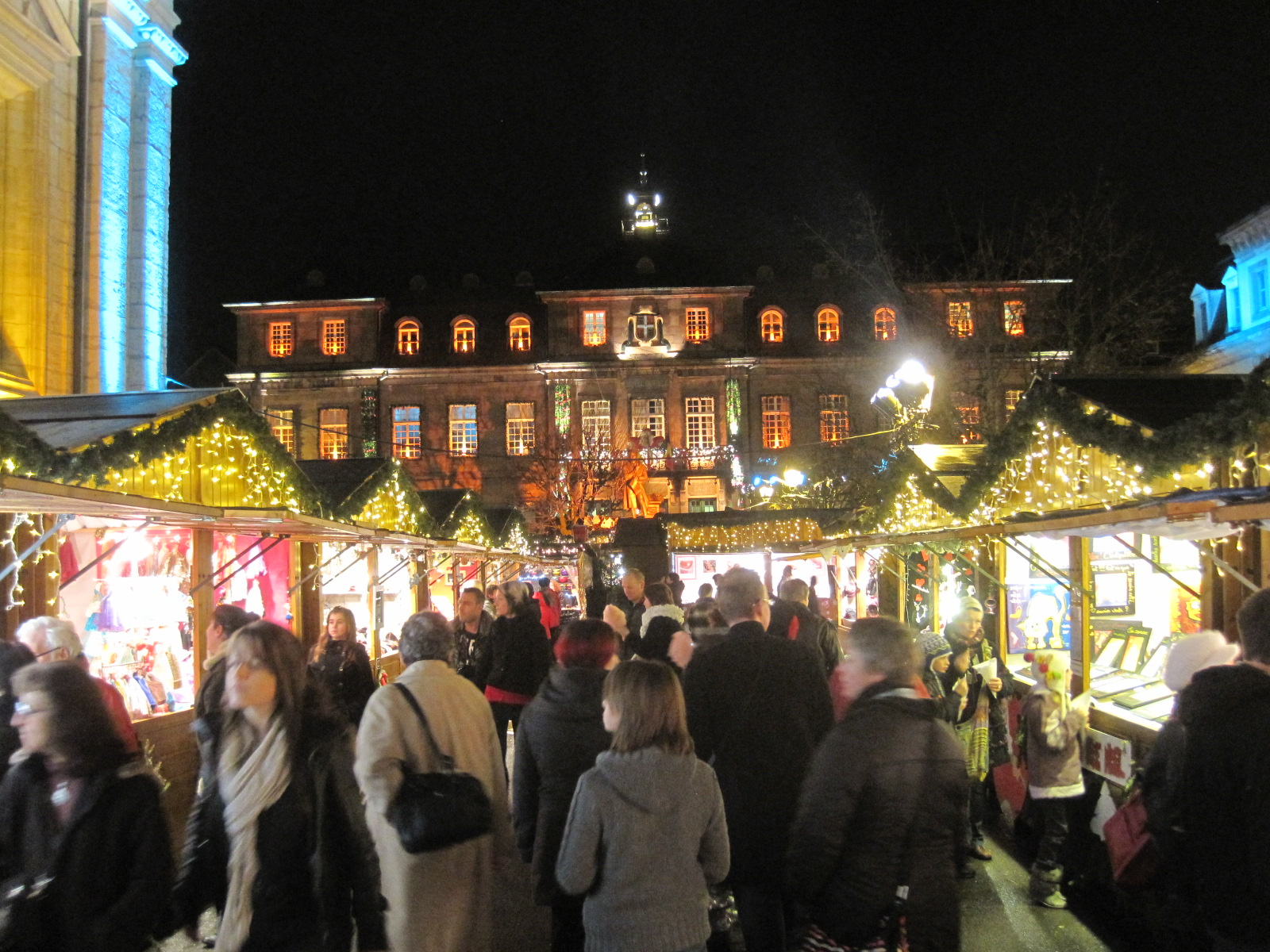
Marché de Noël de Montbéliard.
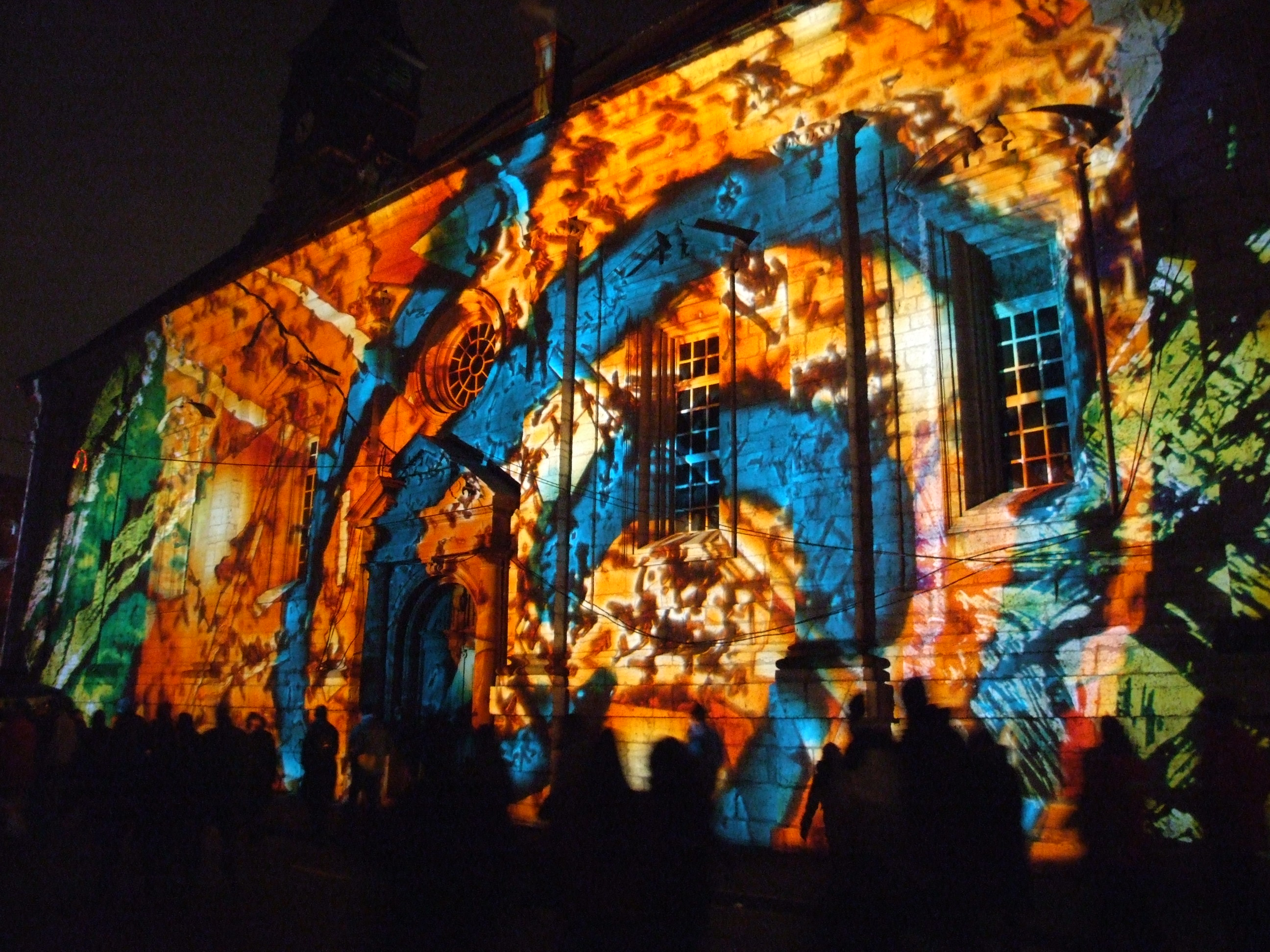
Temple Saint-Martin illuminé lors du réveillon « Cité rêvée 2007 ».
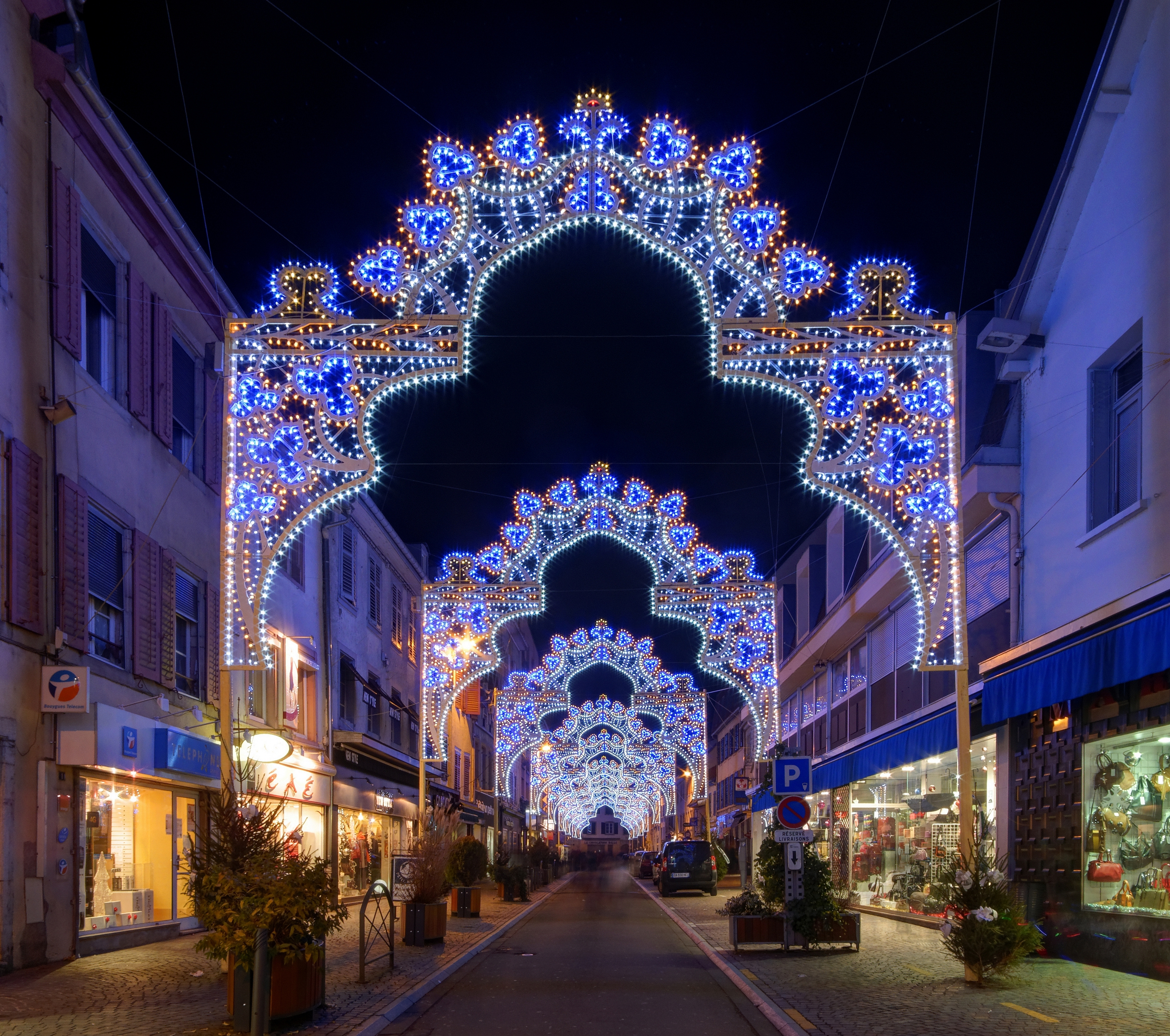
Lumières de Noël à Montbéliard (décembre 2013).

Le réveillon dans les rues (appelé réveillon des Boulons), tous les deux ans, est une tradition déjà ancienne à Montbéliard, mais entièrement renouvelée depuis 2003. Aujourd'hui, il comprend des caravanes d'animaux fantasmagoriques, des spectacles d'acrobaties et de théâtre, des projections sur des façades historiques de la ville, des concerts…
Montbéliard a été récompensée par quatre fleurs au palmarès 2007 du concours des villes et villages fleuris.

### Sports et loisirs
La ville est nationalement connue grâce à son club de football évoluant en Ligue 2 pour la saison 2018-2019 : le FC Sochaux-Montbéliard. Le club a passé 66 saisons en Ligue 1.
On trouve également à Montbéliard le stade Bonal, où évolue justement le FCSM.
La ville et sa salle de 6 400 places (Axone) sont candidates à l'organisation du championnat du monde de handball masculin 2017 qui se déroulera en France. Finalement, elles n'ont pas été retenues.

### Vie associative
Montbéliard compte près de 450 associations diverses (sport, loisirs, culture, solidarité, éducation, environnement…), dont 43 associations d'anciens combattants.

### Médias
Un seul journal de presse écrite est présent (L'Est républicain) après la disparition du journal Le Pays en 2013.
Un média internet existe depuis 2000 traitant exclusivement de l'actualité montbéliardaise.
Les radios Chérie FM, Radio Star et France Bleu Belfort Montbéliard disposent de rédactions à Montbéliard.
En télévision, France 3 Franche-Comté a des bureaux à Montbéliard.

### Cultes
Montbéliard est une ville historiquement protestante (luthérienne). Le temple Saint-Martin est d'ailleurs le plus ancien temple protestant en activité en France.
Parmi les nombreuses communautés protestantes en activités dans le Pays de Montbéliard, on peut noter la présence mennonite depuis le XVIIIe siècle. Cette présence dans le pays de Montbéliard est liée à une protection du duc de Wurtemberg à la suite de la demande d'expulsion de tous les mennonites d'Alsace par le chancelier Voysin de La Noiraye (sous Louis XIV).
Le culte catholique est animé par le biais de la paroisse Saint Paul qui regroupe les anciennes paroisses de la ville.

## Économie

### Emplois
- Industrie automobile (usines Stellantis)
- Métallurgie
- La ville possède une antenne de la chambre de commerce et d'industrie Saône-Doubs.

### Commerce
Montbéliard, en 2012, dispose de 21 types de commerce ouverts sur la commune.

## Culture locale et patrimoine

### Lieux et monuments

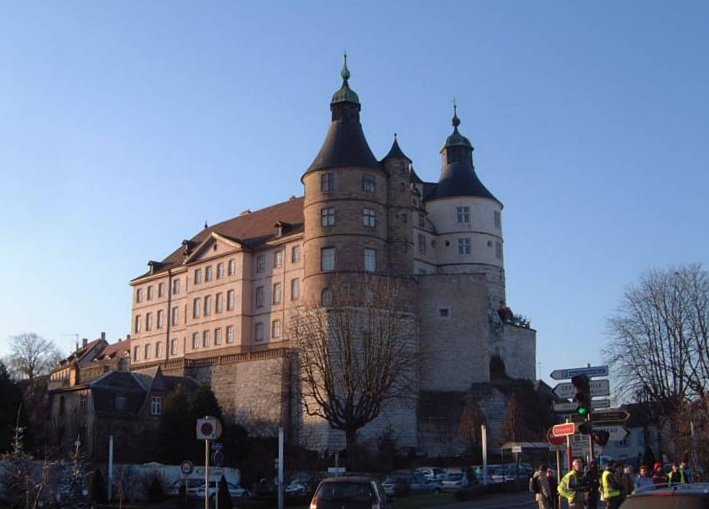
Château de Montbéliard (XIIIe siècle).

Montbéliard est classée ville d'art et d'histoire.

#### Monuments civils
- Le château des ducs de Wurtemberg : déjà présent au Xe siècle, alors simple place forte, il fut transformé et agrandi au fil des siècles (Tour Henriette en 1424, Tour Frédéric en 1572 et 1595, logis des gentilshommes au début du XVIIe siècle). Il abrite aujourd’hui entre autres le musée du Château des ducs de Wurtemberg, le musée d'archéologie et d'histoire naturelle de Montbéliard et le conservatoire de musique.
- Le musée Cuvier ou musée d'archéologie et d'histoire naturelle de Montbéliard du Château de Montbéliard
- Le musée du Château des ducs de Wurtemberg[63] et le musée Beurnier-Rossel présentent les aspects les plus intéressants de l'histoire de l'art propre au comté de Montbéliard. Ces musées présentent entre autres un aperçu des meubles de « style Montbéliard », d'une architecture unique en son genre qui reflète toute l'histoire du Pays et quelques meubles signés Couleru, célèbre ébéniste et enfant du pays. Une exceptionnelle collection (collection Jouffroy) de meubles de ce style est également visible au musée du château de Belvoir.
- La Pierre à poissons : monument médiéval qui servait d’étal pour le poisson les jours de marché. Guillaume Farel aurait utilisé cette table de pierre pour prêcher la réforme en 1524.
- Le Près-La-Rose : grand parc arboré de dix hectares et fleuri (plus de cent variétés) où l'on peut se promener et flâner sur les bords de l'Allan ou se perdre dans le labyrinthe végétal. On peut aussi y pratiquer le sport, avec un skate park. Pavillon des Sciences (Centre de culture scientifique, technique et industrielle), exposition et parc de jeux pour petits. Le parc accueille également une méridienne géante[64] ainsi que plusieurs cadrans solaires[65]
- L'Axone Montbéliard, salle de spectacle pouvant accueillir plus de 5 800 personnes.
- Port de plaisance au port du canal du Rhône au Rhin, avec capitainerie, location de bateaux et trente emplacements.
- Aérodrome de Montbéliard - Courcelles

Dans les proches environs :
- Le Musée de l'Aventure Peugeot à Sochaux.

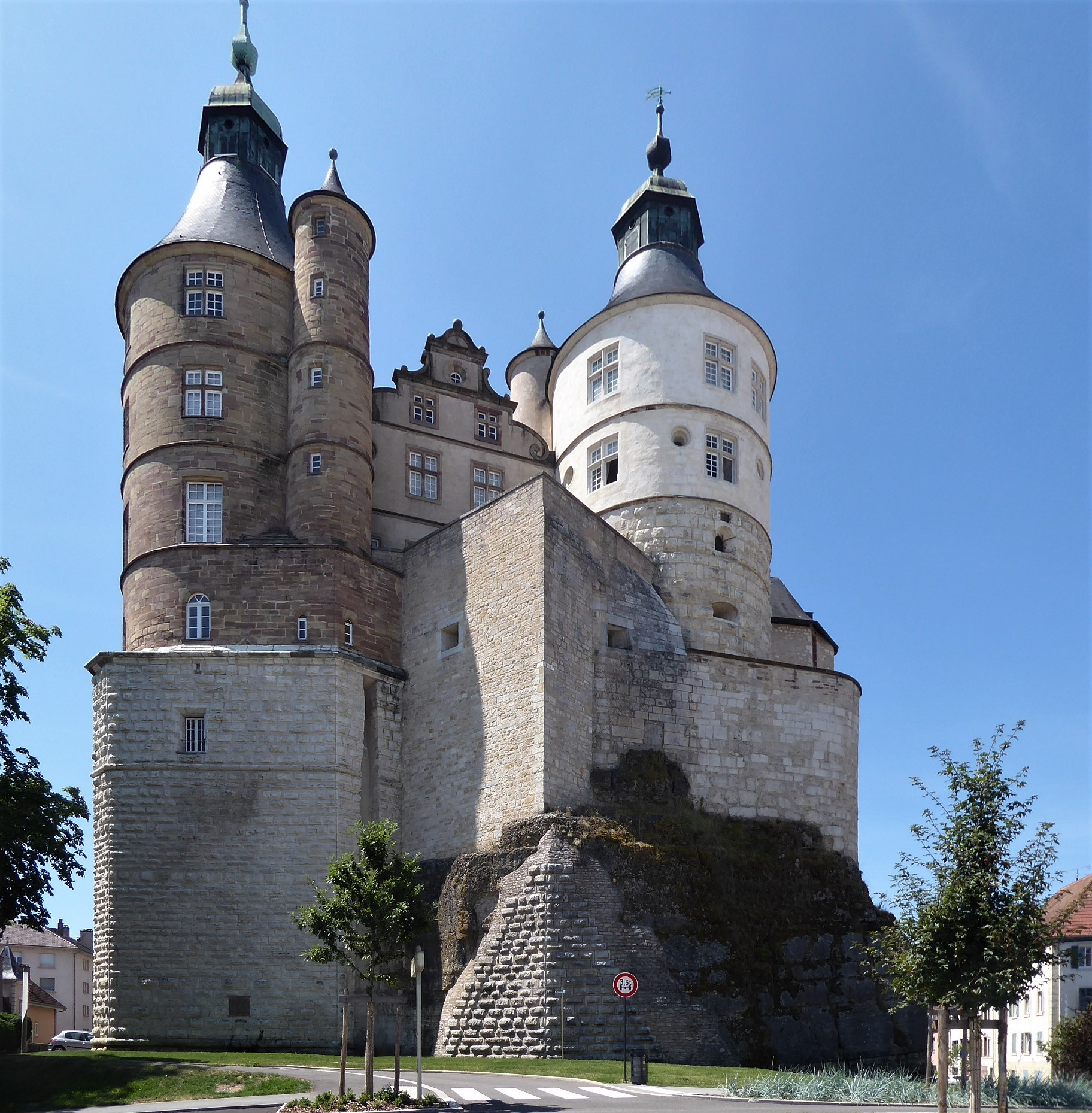
Château des ducs de Wurtemberg.
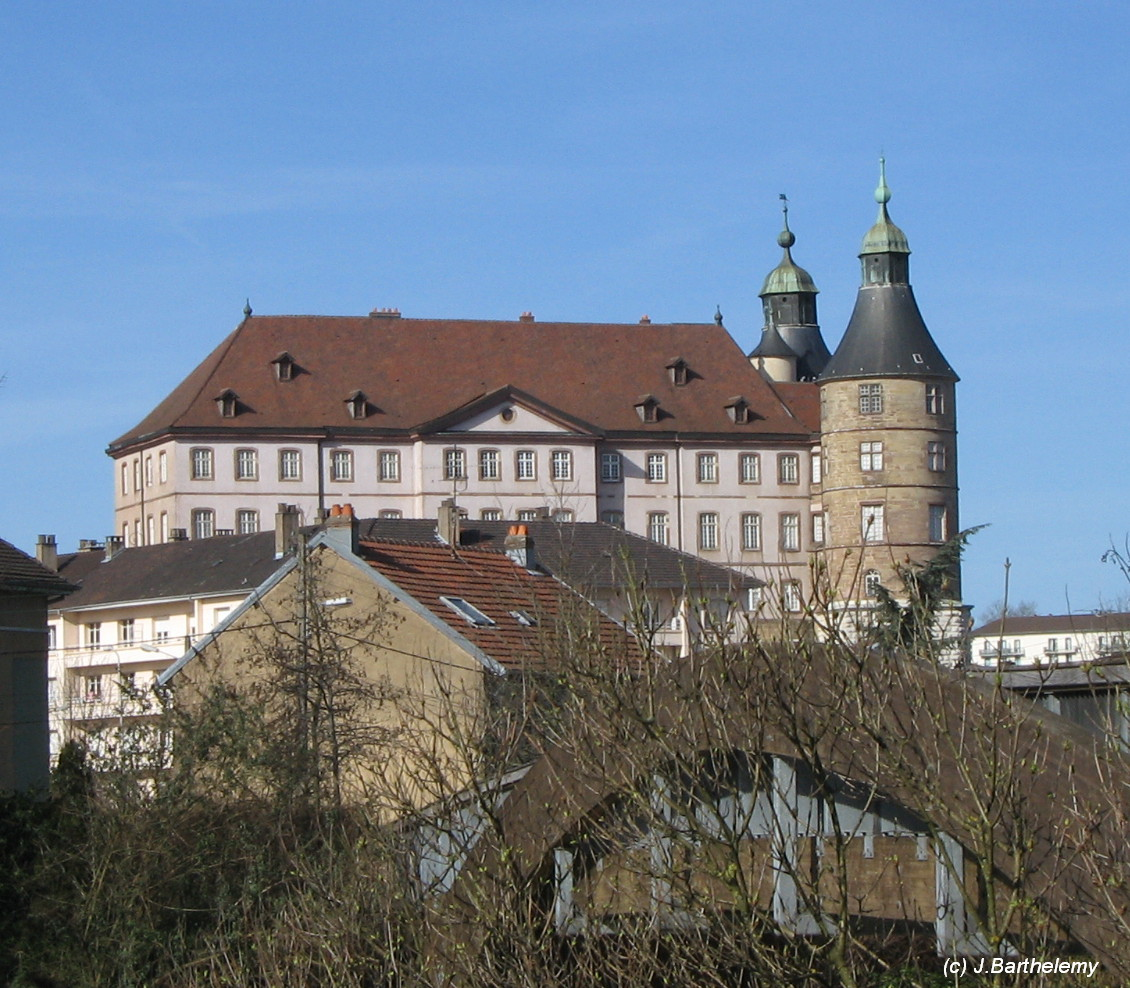
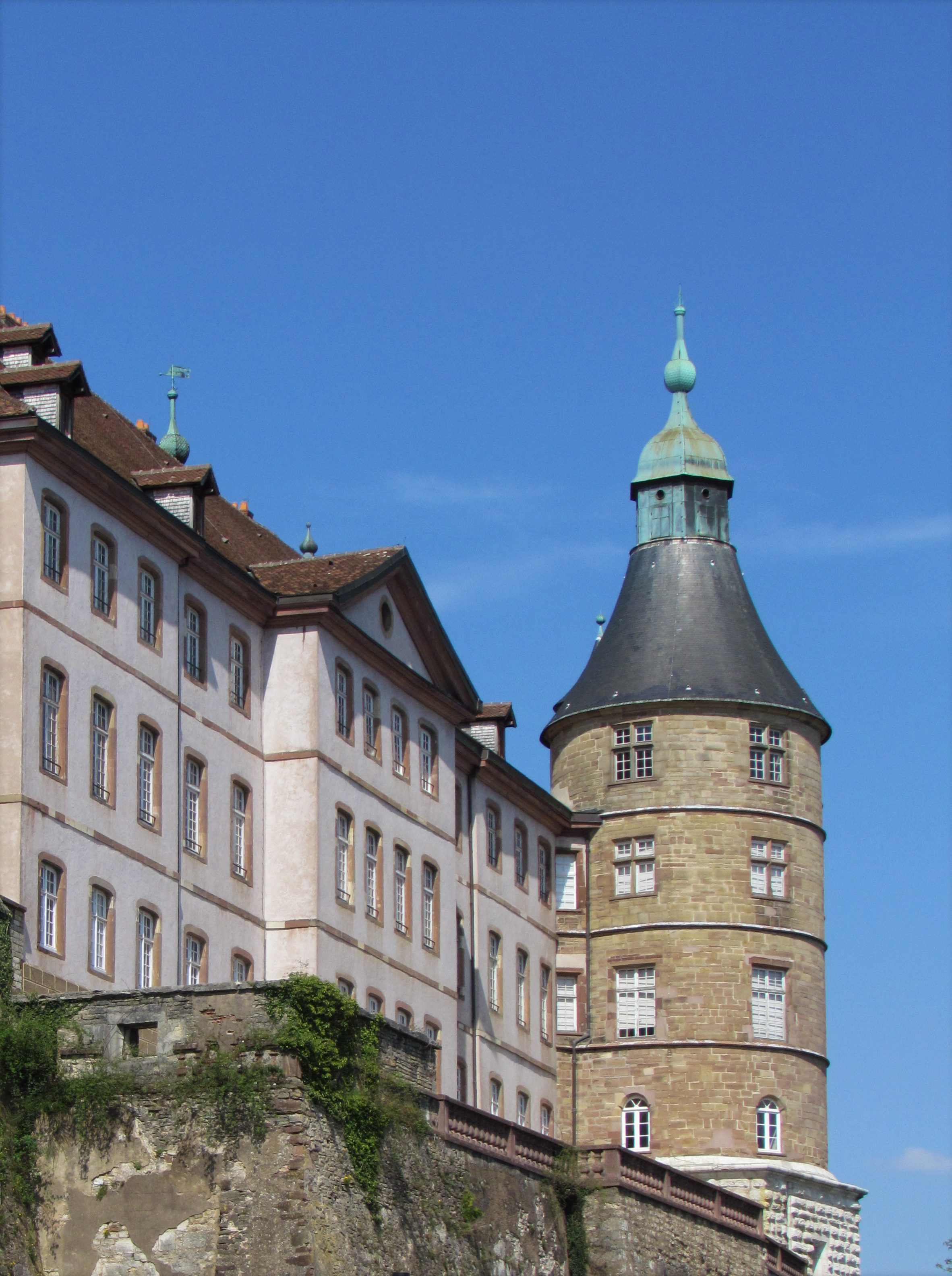
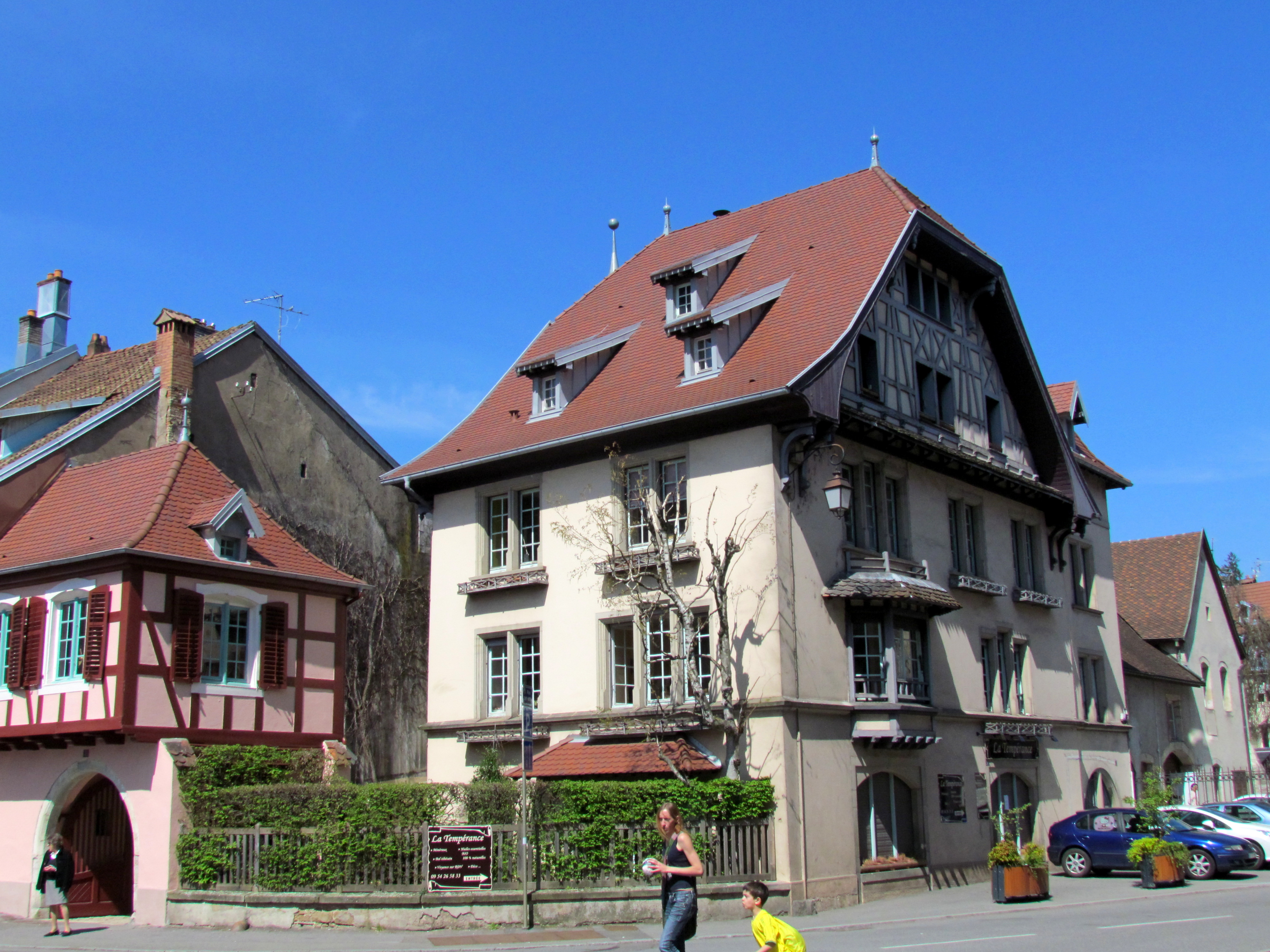
Maisons du centre historique.
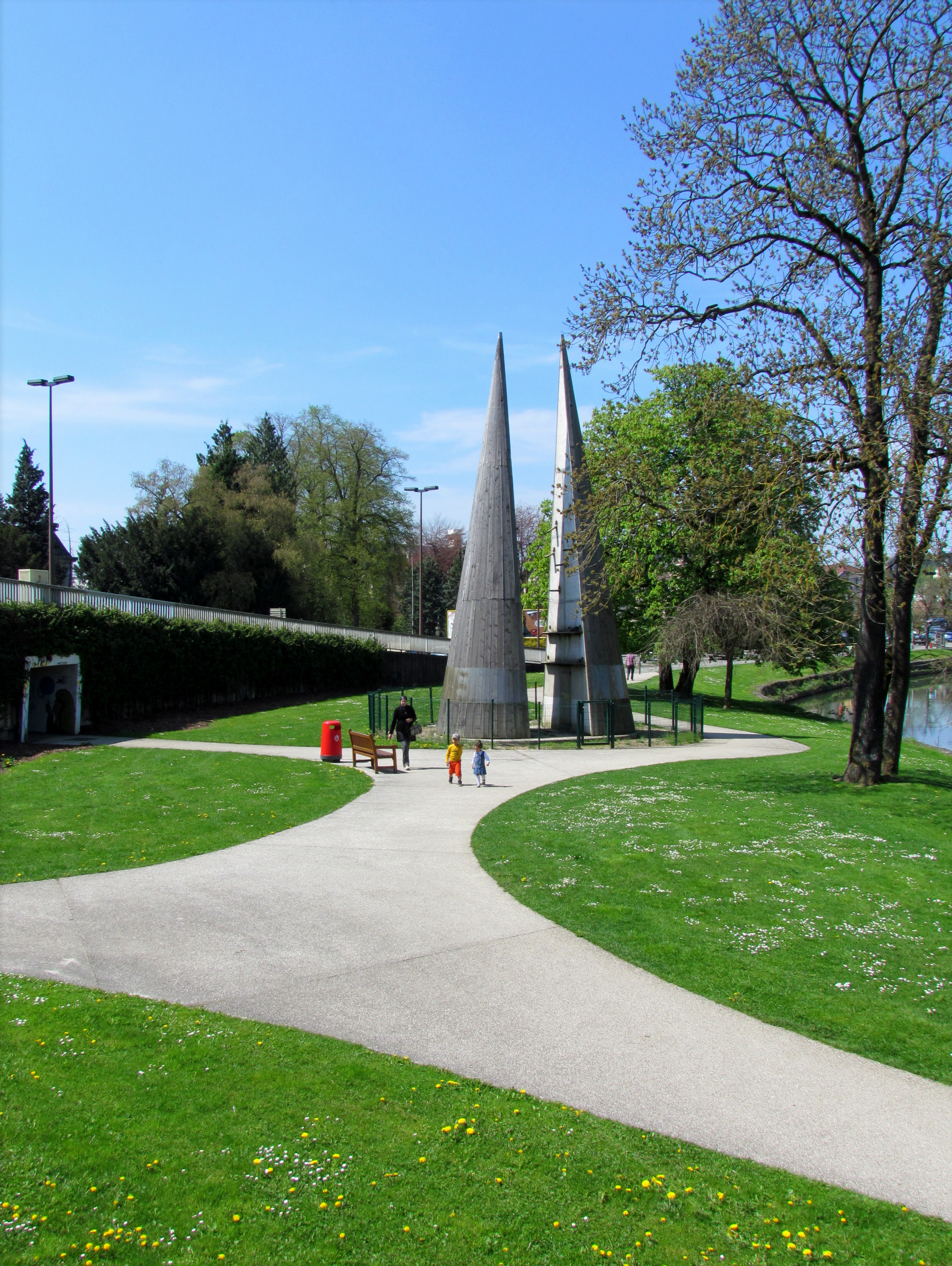
Parc Près-la-Rose.
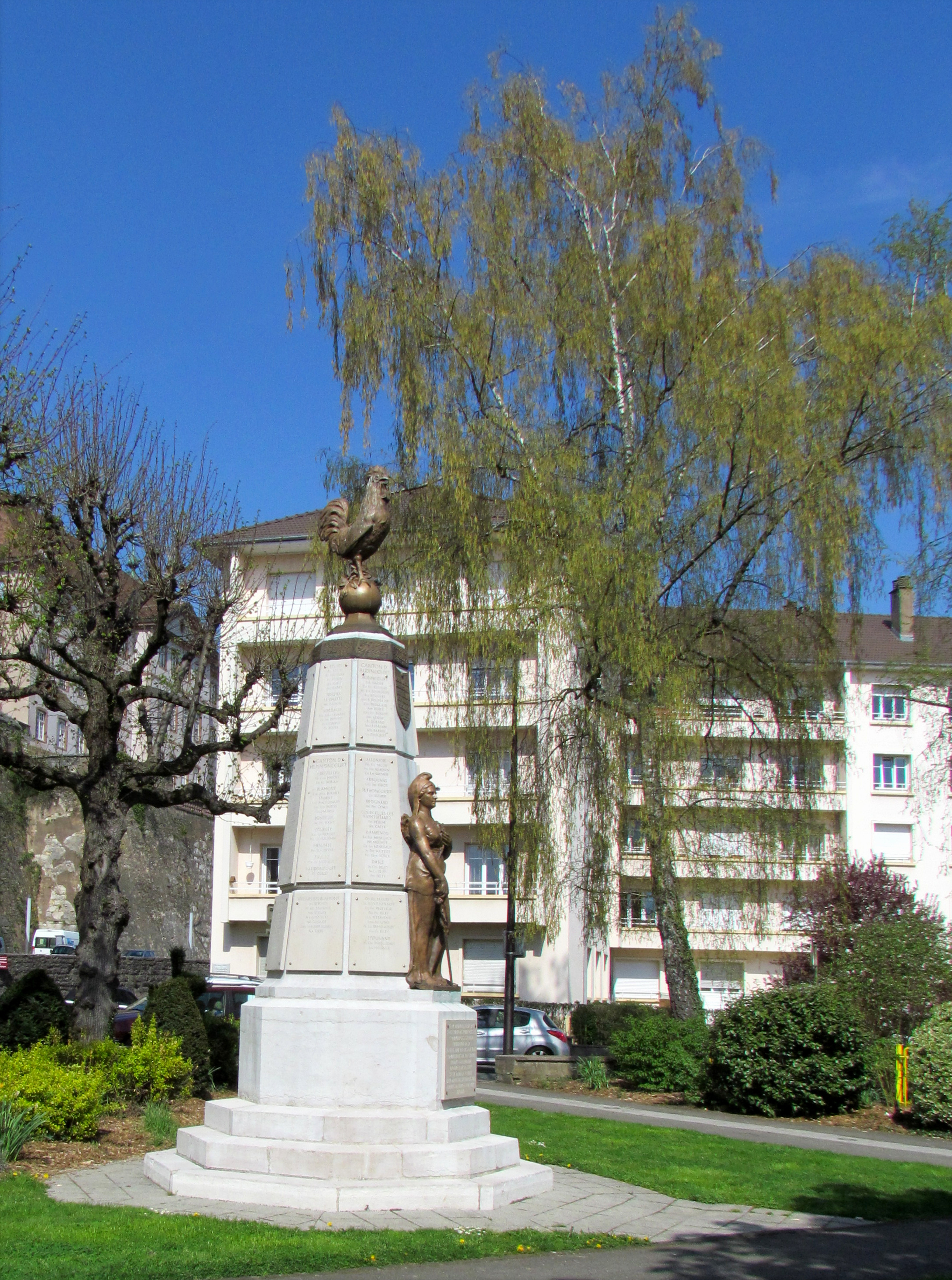
Un square à Montbéliard.
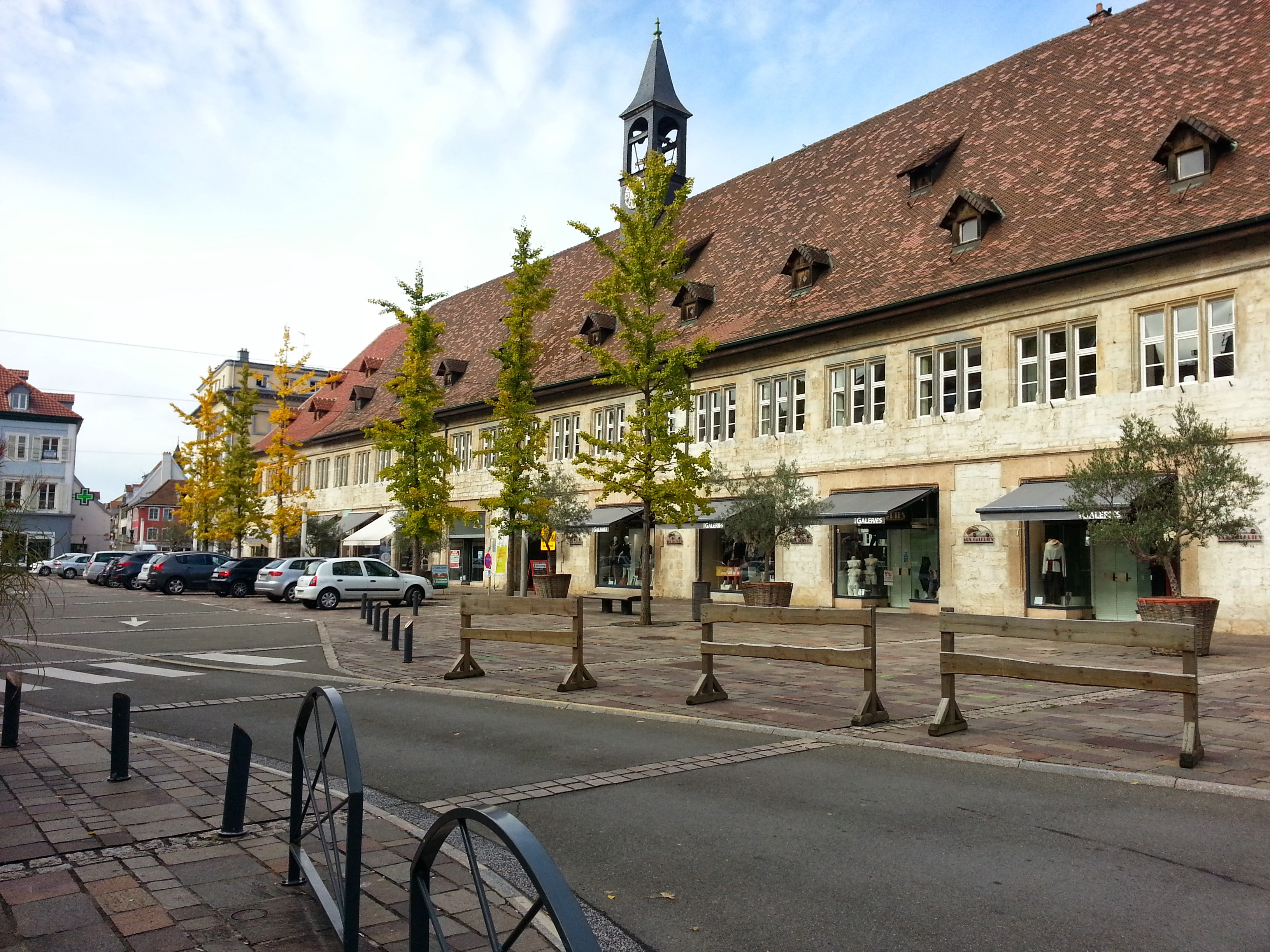
Les halles de Montbéliard.

#### Monuments religieux

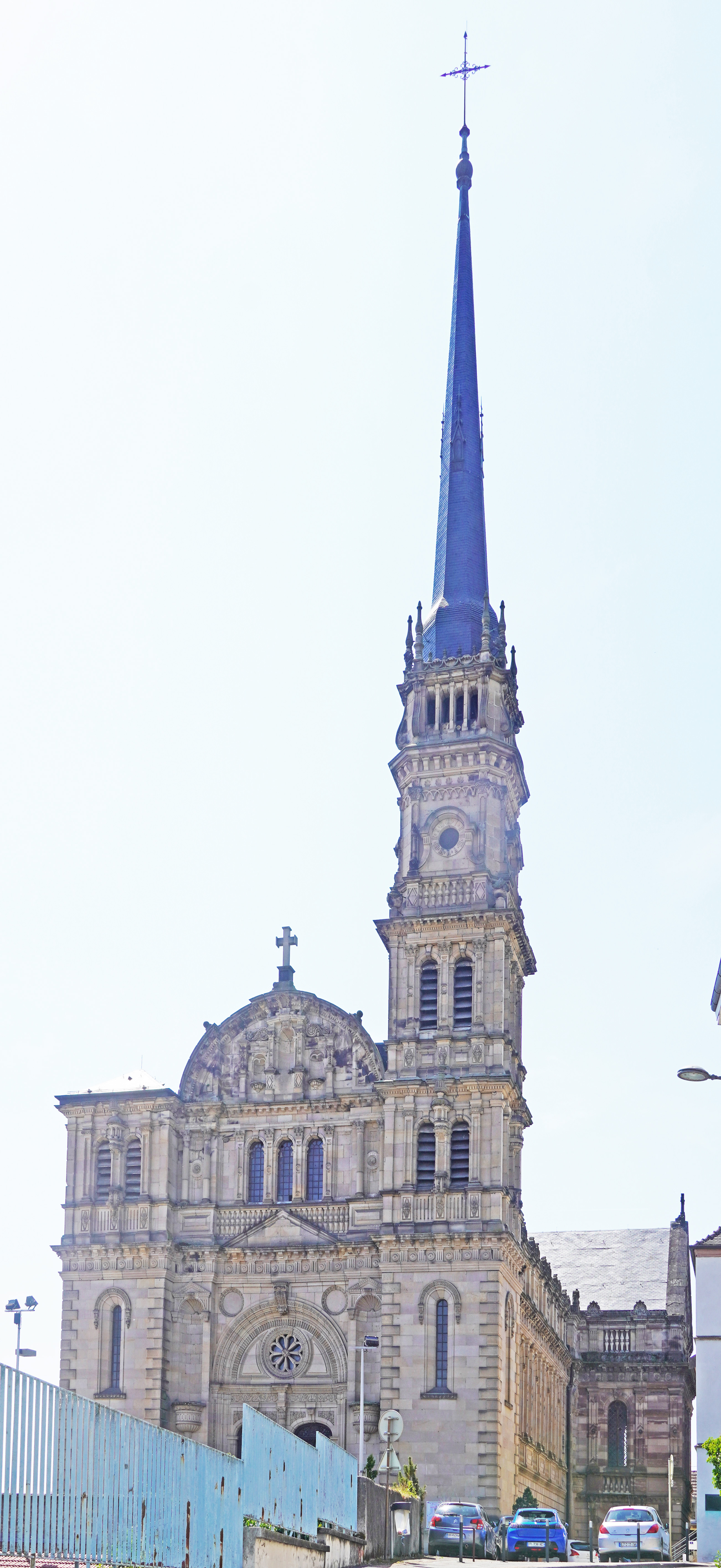
Clocher flèche Saint-Maimbœuf.

- L'église Saint-Maimbœuf, rue Saint-Georges : construite entre 1850 et 1875, elle affirma le retour du catholicisme sur cette terre protestante.
- Le temple Saint-Martin, Place Saint-Martin : construit par l’architecte Schickhardt en 1601. Il est achevé en 1608 sur la demande du prince Frédéric. C'est le plus ancien édifice de France (en activité) affecté au culte de la réforme. Proportions parfaites, imposants pilastres toscans, larges baies surmontées de frontons triangulaires… Tout à l'extérieur du temple Saint-Martin évoque la Renaissance italienne.
- Le temple Saint-Georges, 35 faubourg de Besançon, construit à partir de 1674, sous les ordres du prince Georges II de Wurtemberg pour pallier l'afflux de fidèles.
- Synagogue de Montbéliard.
- Église Saints-Pierre-et-Paul, 32 rue Petit Chenois
- La chapelle Saint-Léon, 4 rue Comtesse Henriette
- Évangélique baptiste, 13 rue Jules Viette
- Évangélique mennonite, 3 route Grand Charmont
- Évangélique pentecôtiste, 12 rue du Parc
- Congrégation de l'armée du Salut, 12 rue de la Chapelle
- Salle du royaume des témoins de Jéhovah, 4 rue Jean Zay
- Église de Jésus-Christ des Saints Derniers Jours, 9 rue du Port
- Cimetière anabaptiste du Mont-Chevis

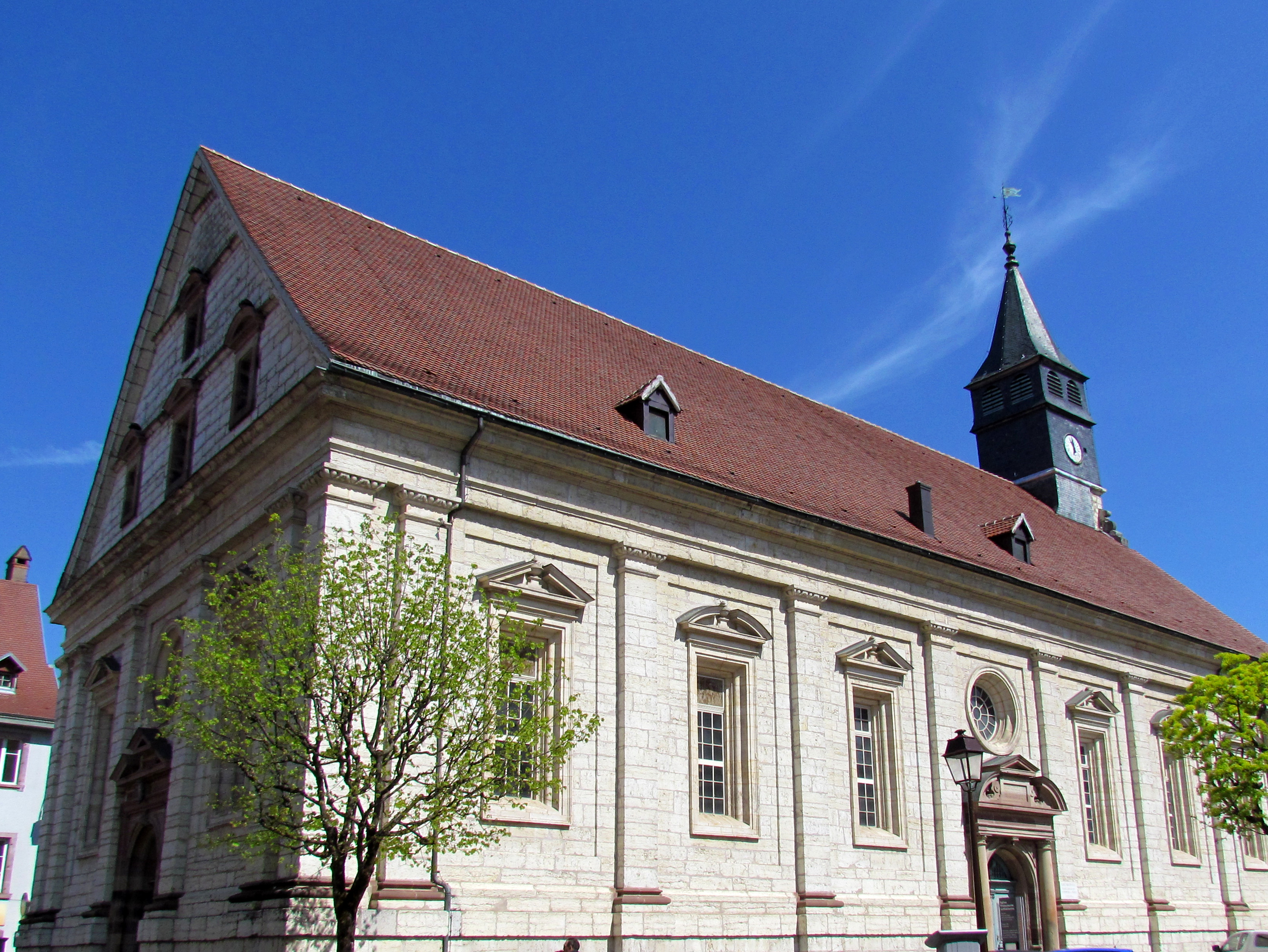
Le temple Saint-Martin.
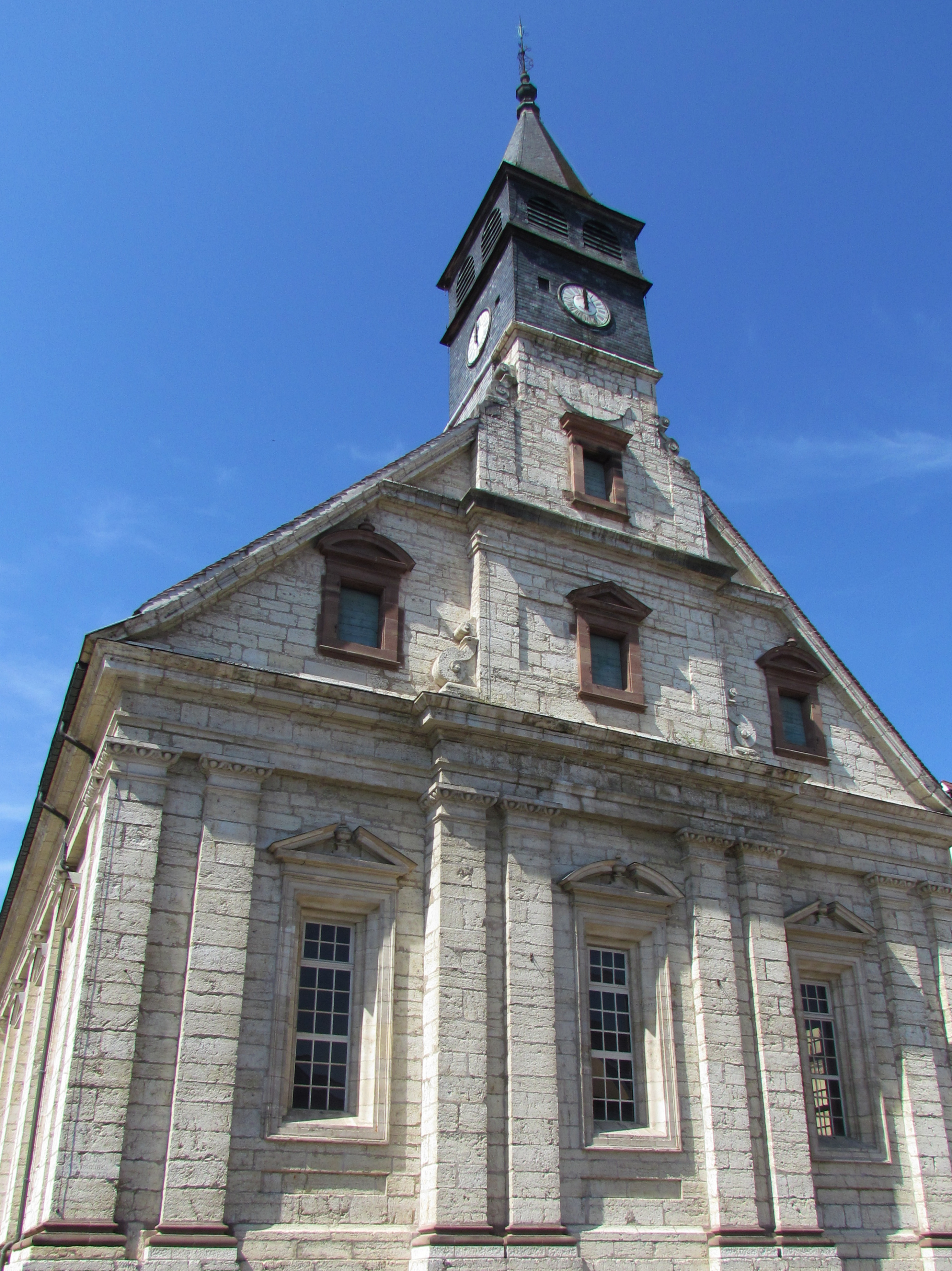
Saint-Martin.
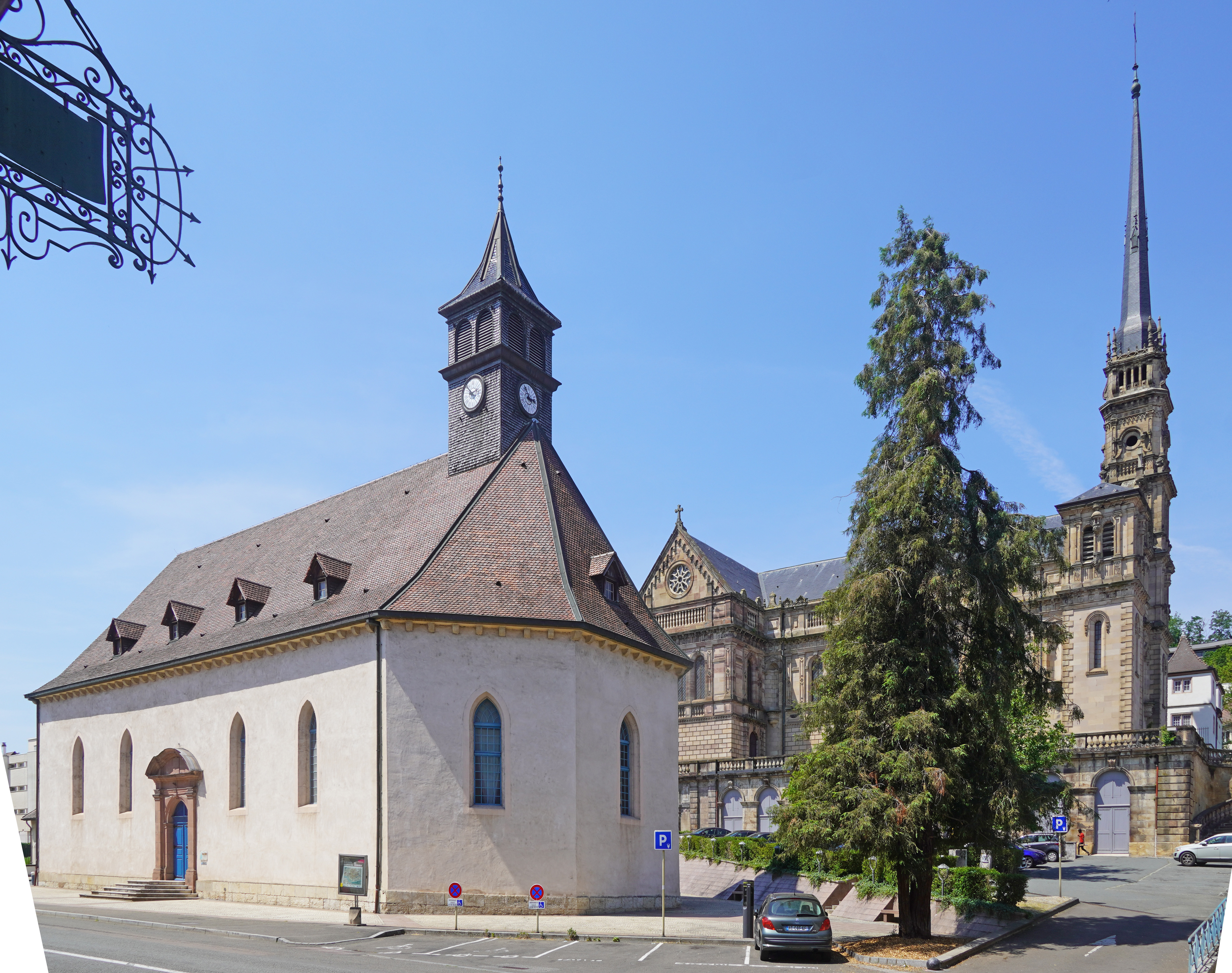
Le temple Saint-Georges et l'église Saint-Maimbœuf.
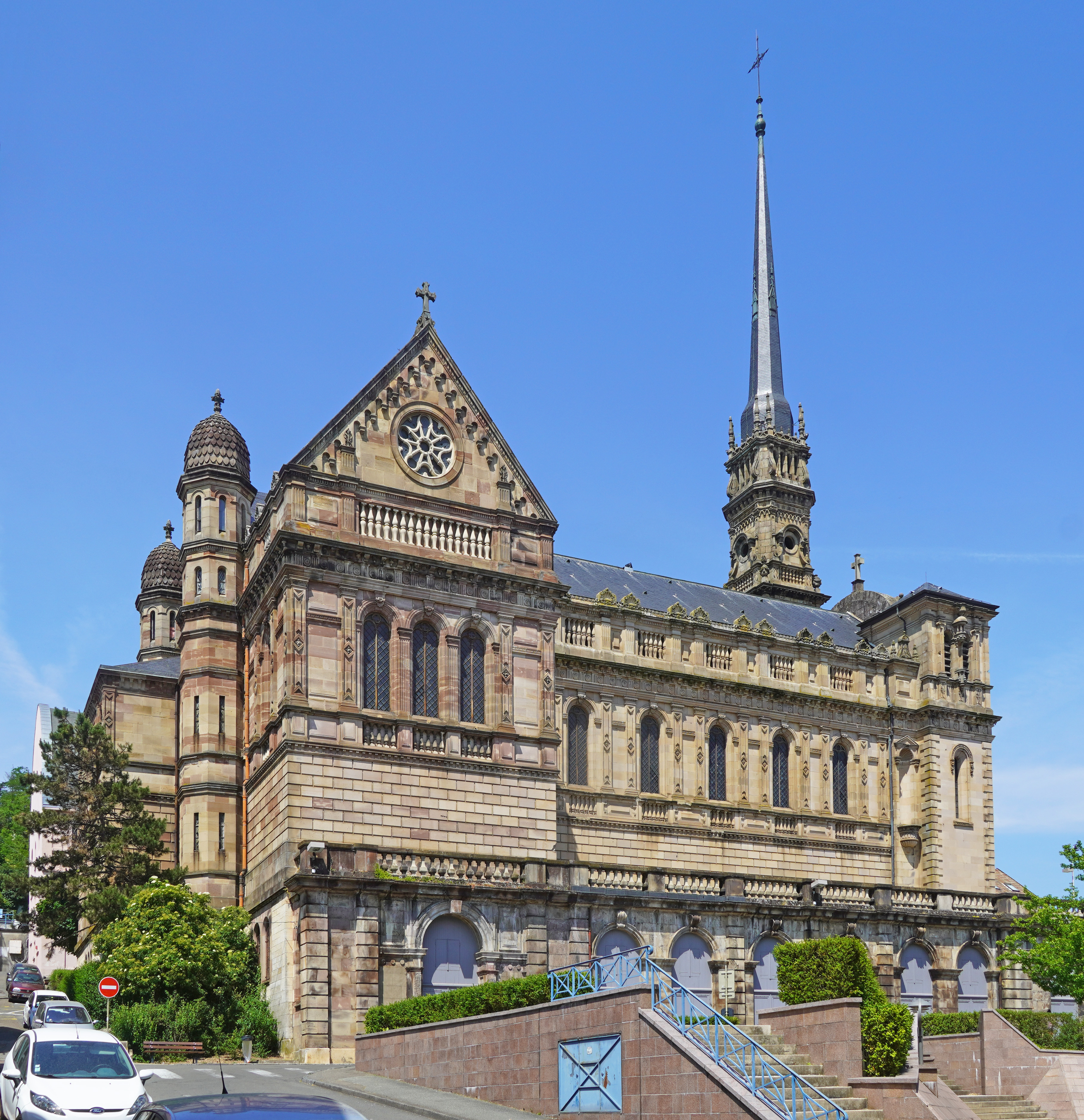
L'église Saint-Maimbœuf.

#### Industries d'hier
- Brasserie de Montbéliard (bière ARLEN), fermée en 1930.
- Brasserie de Sochaux.
- Usine Schwander (bois)
- Usine Goguel (1850-1960)
- Filature Salher des Neufs-Moulins.
- Usines Marti et Roux (horlogerie)
- Filatures Bourcard
- Usine Peugeot (1910), puis le seul établissement qui subsiste aujourd'hui à Sochaux.
- Usine l'Épée (Ste Suzanne, 1839-1995)
- Construction mécanique Rossel (1902)
- Carrosserie Holliger-Leloup
- Fabrique de navettes Ferrand (1901).

### Personnalités liées à la commune

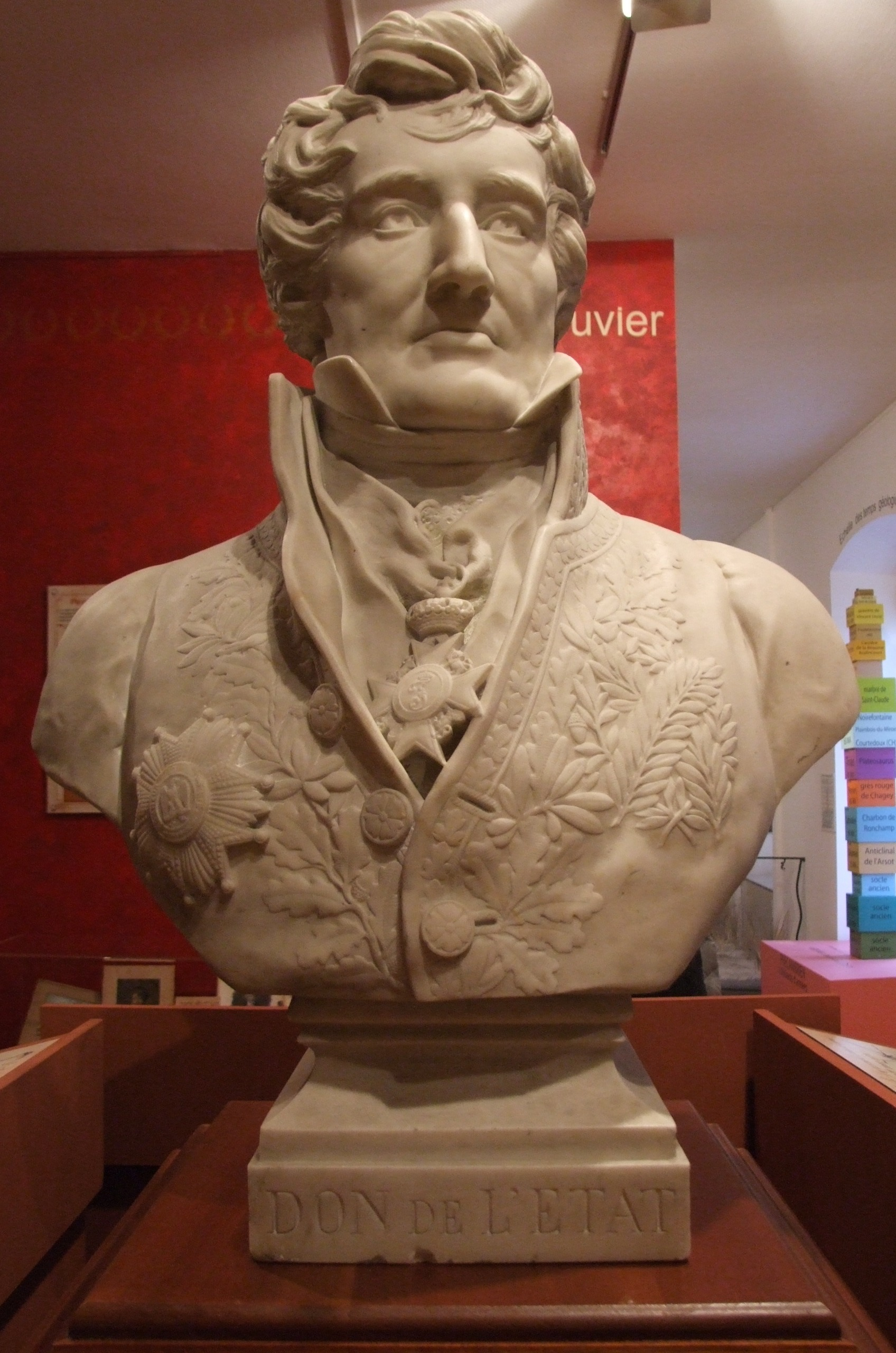
Georges Cuvier au Musée Cuvier du Château de Montbéliard.

Le passé de Montbéliard, longtemps principauté indépendante au développement économique très fort, explique sans doute la richesse de la liste des personnalités liées à la ville.

#### Noblesse
- Renaud de Bourgogne (mort en 1321), comte de Montbéliard, il accorde les franchises et immunités aux bourgeois de la ville (1283).
- Henriette d'Orbe-Montfaucon (1387-1444), comtesse de Montbéliard.
- Frédéric Ier de Wurtemberg (1557-1608), duc de Wurtemberg et comte de Montbéliard.
- David de Marlot (1593-1680), né à Montbéliard, a donné son nom au quartier de Marlot à la Haye, où il meurt après une brillante carrière au service des Provinces-Unies.
- Sophie-Dorothée de Wurtemberg (1759-1828), épouse du tsar Paul Ier de Russie (1776) et mère des tsars Nicolas Ier et Alexandre Ier.

#### Ecclésiastiques
- Guillaume Farel (1489-1565), premier prédicateur de la Réforme à Montbéliard, qui aurait harangué les Montbéliardais depuis la pierre à poissons
- Pierre Toussain (1499-1573), organisateur de l'église luthérienne de Montbéliard
- Eugène et Émile Haag (1808-1868) et (1810-1865), théologiens protestants
- John Viénot (1859-1933) pasteur et historien

#### Ingénieurs et entrepreneurs
- Heinrich Schickhardt (1558-1635) né à Herrenberg, architecte, urbaniste, ingénieur militaire, durant le règne du prince Frédéric
- Jean-Pierre Peugeot (1734-1814), fondateur de la société Peugeot
- Pierre Lorillard (1742-1776), émigré aux États-Unis, fondateur de la Lorillard Tobacco Company, la plus ancienne entreprise américaine dans le secteur du tabac
- Frédéric Japy (1749-1812), né à Beaucourt, industrialisation de l'horlogerie
- Armand Peugeot (1849-1915), fondateur des automobiles et cycles Peugeot
- Frédéric Rossel (1871-1940), constructeur automobile du XXe siècle, est à l'origine de l'usine Peugeot de Sochaux
- Adolphe Kégresse (1879-1943), né à Héricourt, école d'industrie de Montbéliard, inventeur de la chenille souple
- Étienne Œhmichen (1884-1955), premier kilomètre en hélicoptère au monde en circuit fermé de 1 km à Arbouans, le 4 mai 1924
- Pierre Marti (1891-1938), sondage des profondeurs sous-marines et détection des sous-marins
- Maurice Deloraine (1898-1991), inventeur du système « Huff-Duff » sur la détection des torpilles

#### Militaires
- Joseph Frederick Wallet Desbarres (1721-1824), Académie militaire, conquête du Canada, précepteur de Cook et cofondateur de Sydney
- Le colonel Denfert-Rochereau (1823-1878), le « lion de Belfort », inhumé à Montbéliard avec sa belle-famille
- Jean Dagnaux (1891-1940), colonel de l’Armée de l’air, as de l’aviation française
- Jules André Peugeot (1893-1914), caporal de l’armée française, premier tué de la Grande Guerre
- Victor Harnisch (1905-1989), instituteur à Montbéliard, capitaine du 3e bataillon du régiment du Lomont en août 1944
- Robert Taurand, né le 9 mars 1919 à Montbéliard, officier supérieur

#### Enseignants, universitaires et scientifiques
- Jean Bauhin né à Bâle (1541-1612), directeur des « Grands-Jardins », précurseur de la pomme de terre
- Gaspard Bauhin (1560-1624), frère de Jean Bauhin, naturaliste, réalise une classification naturelle des plantes
- Georges Frédéric Parrot (1767-1852), premier recteur élu de l'université de Tartu (Estonie)
- Georges Cuvier (1769-1832), paléontologue
- Frédéric Cuvier (1773-1838), frère de Georges Cuvier, zoologiste et physicien
- Louis Georges Duvernoy (1777-1855), médecin et zoologiste, professeur au Collège de France et au Muséum national d'histoire naturelle, membre libre de l'Académie des sciences
- Fanny Durbach (1823-1901) préceptrice de Piotr Ilitch Tchaïkovski
- Charles Louis Contejean (1824-1907), botaniste et naturaliste français
- Pierre-Henri Mouhot (1826-1861), explorateur et découvreur de la cité d'Angkor au Cambodge
- Lucien Quélet (1832-1899), naturaliste et mycologue
- Pierre-Henri Hugoniot (1851-1887), mathématicien, physicien. Théorie de Hugoniot sur la mécanique des fluides et onde de choc
- René Thom (1923-2002), mathématicien, médaille Fields 1958
- Jean Duvernoy (1916-2010), médiéviste et traducteur né à Montbéliard
- Bertrand Stern, né en 1948, philosophe

#### Personnalités politiques
- Marc-David Lavie (1737-1793), chirurgien et homme politique né à Montbéliard, député aux états généraux en 1789.
- Pierre-Frédéric Dorian (1814-1873), ministre des Travaux publics, président du conseil général de la Loire, député de la Loire, maire d'Unieux
- Jules Viette (1843-1894) né à Blamont, député de Montbéliard puis ministre de l'Agriculture en 1889
- Lucien Tharradin (1904-1957), homme politique, résistant, maire de Montbéliard et sénateur du Doubs
- Georges Reverbori (1907-1992), responsable du mouvement de résistance Libération-Nord pour l’arrondissement de Montbéliard entre 1942 et 1945, conseiller municipal de la ville de 1945 à 1959 et sénateur du Doubs de 1946 à 1948
- Edgar Faure (1908-1988), élu député de Montbéliard en 1973 puis président de l'assemblée nationale
- André Boulloche (1915-1978), ingénieur, ministre puis député-maire de Montbéliard
- Robert Schwint (1928-2011), instituteur et homme politique, maire de Besançon et sénateur du Doubs
- Louis Souvet (1931-2020), ancien maire de Montbéliard et sénateur du Doubs
- Marcel Bonnot, né en 1946, ancien conseiller régional, maire de Rémondans-Vaivre et président de Pays de Montbéliard Agglomération, député du Doubs (UMP puis LR)
- Denis Sommer, né en 1957, député LREM du Doubs
- Jacques Hélias, né en 1949, ancien maire de Montbéliard
- Pierre Moscovici, né en 1957, ancien ministre, commissaire européen aux Affaires économiques et monétaires, à la Fiscalité et à l'Union douanière au sein la commission Juncker à compter du 1er novembre 2014. Premier président de la Cour des Comptes depuis le 3 juin 2020
- Dominique Voynet, née en 1958, médecin, femme politique, ancien ministre, ancien maire et sénateur de Montreuil (parti des Verts), inspecteur général des affaires sociales
- Frédéric Barbier, né en 1960, conseiller départemental et député PS du Doubs

#### Personnalités de l'humanitaire
- Louise Blazer (1891-1966), résistante, Juste parmi les nations

#### Artistes et artisans
- François Briot (~1545-1616), orfèvre, potier d'étain, graveur et maître de la monnaie du comte
- Adrienne d'Heur (environ 1585 – 1646) orfèvre, brûlée vive le 11 septembre 1646 pour sorcellerie
- Nicolas Tournier (1590-1639), baptisé à Montbéliard et mort en 1639 à Toulouse, peintre baroque.
- Les Couleru, menuisiers-ébénistes
- Charles Duvernoy (1763-1845), clarinettiste, compositeur et pédagogue français
- Frédéric Duvernoy (1765-1838), corniste, compositeur et pédagogue français, frère du précédent
- Frédéric Bataille (1850-1946), poète, enseignant et mycologue
- Jules-Émile Zingg (1882-1942) né à Montbéliard, peintre paysagiste
- Armand Bloch (1866-1933) né à Montbéliard, sculpteur
- André Beucler (1898-1985) né en Russie, de souche montbéliardaise, résidant à Bondeval, écrivain, auteur du célèbre roman Gueule d'amour
- Francis Lopez (1916-1995), compositeur de musique
- Pierre Péchin (1947-2018), né à Montbéliard, humoriste
- Jean-Michel Maulpoix (né en 1952), poète et écrivain
- Marc Rolinet (né en 1952), architecte
- Michel Desvigne (né en 1958), paysagiste, lauréat du grand prix de l’urbanisme 2011
- Frank Darabont (né en 1959), réalisateur hollywoodien (réalisateur entre autres du film La Ligne verte)
- Danielle Pauly (née en 1959), accordéoniste
- David Diem (né en 1978), chanteur
- Lydie Jean-Dit-Pannel (née en 1968), artiste plasticienne
- Axelle Saint-Cirel (née en 1995), chanteuse lyrique formée au conservatoire de Montbéliard

#### Sportifs
- Bernard Renault, né le 8 août 1956, Kayakiste , champion de France, champion du Monde par équipe (1977) et champion d'Europe
- Stéphane Crucet, né le 1er septembre 1970, joueur de football
- Stéphane Cassard, né le 11 novembre 1972, joueur de football
- Gharib Amzine, né le 3 mai 1973, joueur de football
- Pierre-Alain Frau, né en 1980, joueur de football
- Romain Hamouma, né en 1987, joueur de football
- Aurélie Chaboudez, née en 1993, athlète spécialiste du 400 mètres haies et des épreuves combinées

### Patrimoine culturel

#### Gastronomie

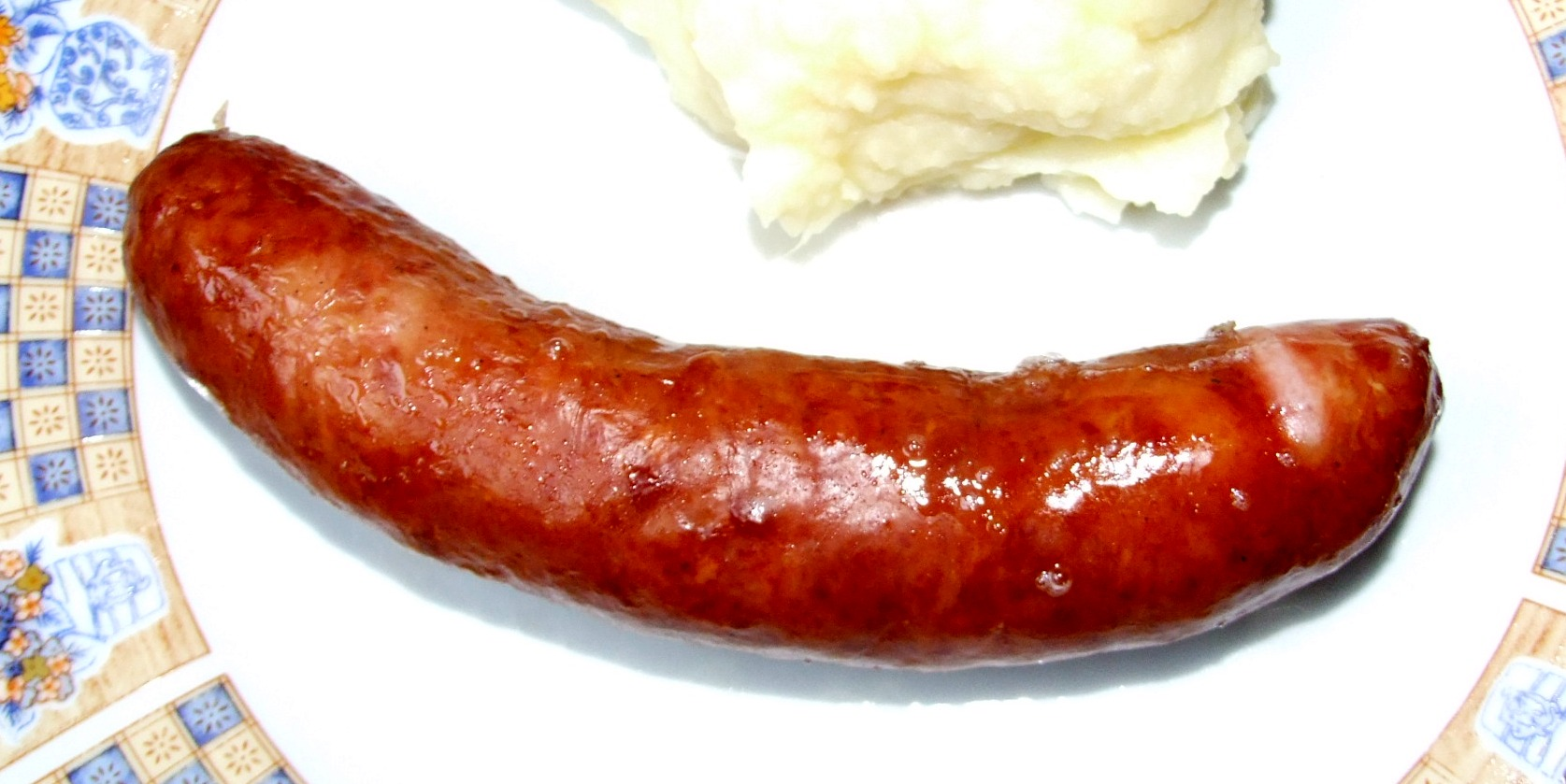
Saucisse de Montbéliard.

- Montbéliard a donné son nom à la saucisse de Montbéliard, souvent servie dans les potées ou avec un accompagnement de lentilles. Cette saucisse fumée pendant dix heures dans un tuyé prend son essor au XIXe siècle (compagnons du Boitchu). On trouve des traces de son existence en 58 av. J.-C. La « saucisse de Montbéliard » est protégée. Les producteurs doivent suivre un cahier des charges strict pour sa fabrication (les porcs dont elle provient doivent avoir été engraissés au petit lait des fromageries, elle doit être embossée en boyau naturel d'au moins 25 mm de diamètre, épicée au cumin et fumée au bois provenant de résineux). Depuis le 21 juin 2013, ses caractéristiques essentielles sont préservées par l'IGP (Indication Géographique Protégée). Seuls les fabricants du Doubs, de la Haute-Saône, du Territoire de Belfort et du Jura sont habilités à la produire[66]. La saucisse de Montbéliard est utilisée dans la préparation de la choucroute d'Alsace.

On peut également la servir avec de la cancoillotte chaude et du rösti ou fraîche cuite en papillote.
- Le « Petit salé aux lentilles ».
- Le « Tutsché » ou gâteau de fête.
- La « friture de carpe », tradition partagée avec le territoire de Belfort et le Sundgau.

La ville a donné son nom à une race de vache laitière, la montbéliarde. Présentée la première fois en 1872, la race fut reconnue officiellement en 1889. Anecdote : avant la guerre de 1870, la vache s'appelait « l'Alsacienne ». Elle ne se vendait plus sur le marché français car elle portait le nom d'une province perdue annexée à l'Allemagne. Les éleveurs anabaptistes de l'époque se sont souvenus que leurs ancêtres avaient été bien accueillis par le prince Léopold-Eberhard de Wurtemberg du temps de leur exode au XVIIIe siècle dans le Pays. C'est ainsi qu'après la guerre, ils l'appelèrent la « Montbéliarde ».
La pomme de terre, destinée au bétail, fut aussi consommée par la population de la région, pour raison de famine. Ce tubercule fut introduit au XVIe siècle par Jean Bauhin et son frère Gaspard dans le pays de Montbéliard, un siècle avant que Antoine Parmentier ne la « découvre » en 1771.

#### Le mobilier de style montbéliardais
Lié au duché du Wurtemberg et à la religion luthérienne du XIVe au XVIIIe siècle, le pays de Montbéliard a développé son propre style de meubles (renaissance germanique dit « meuble protestant »), très différent du style franc-comtois.

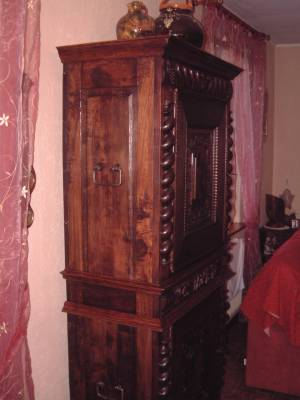
Ensemble des deux corps.
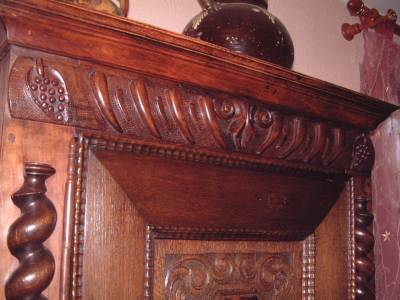
Détail des godrons.
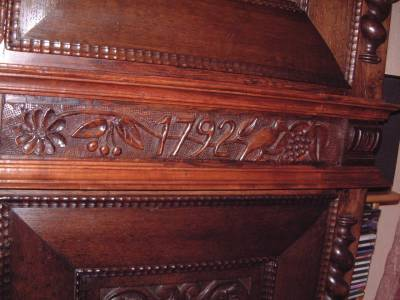
Grive et grappes de raisin.
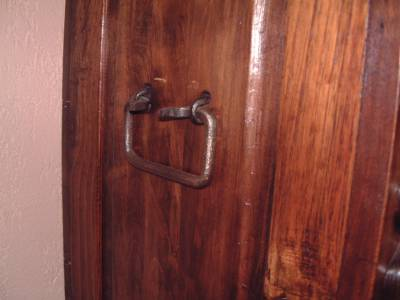
Détail d'une poignée.

Ce style se caractérise en un meuble (principalement armoire ou buffet (appelé aussi « 4 portes » localement) composé de deux corps juxtaposés et identiques. Le plus remarquable, et probablement unique en France, est la présence de poignées de chaque côté de la partie haute et basse, pour un déplacement aisé. À l'origine, le meuble était composé de deux coffres mis l'un sur l'autre, les poignées étaient très utiles pour déménager rapidement chaque élément lors des guerres et invasions très fréquentes du comté de Montbéliard à une certaine époque. Les « coffres » étaient ainsi transportés à l'abri dans les forêts ou les grottes de la région.
Les bois utilisés étaient le chêne, le noyer (pour les meubles les plus riches), mais aussi les arbres fruitiers (pommier, poirier, cerisier, merisier…) plus aisés à sculpter. Les sculptures se composent, sur le fronton, de godron, de grives, de grappes de raisin. Les ferrures sont très travaillées et les poignées sont en acier forgé. L'assemblage est toujours réalisé par chevillage et ne comportait aucun clou. Les meubles les plus riches comportaient des colonnes torsadées pleines ou évidées. Le fond était toujours en bois de sapin.
Une très belle collection se trouve au musée Jouffroy du château de Belvoir, ainsi qu'au musée du château et au musée Beurnier à Montbéliard.
Une exceptionnelle collection se trouverait[citation nécessaire] dans une des salles du palais des tsars de Saint-Pétersbourg. Ces meubles furent apportés en Russie par une des descendantes des Wurtemberg, la princesse Sophie-Dorothée de Wurtemberg qui épousa en 1776 le grand-duc Paul (famille des Romanov), devint tsarine sous le nom de Maria-Féodorovna. Le couple eut dix enfants, dont Nicolas Ier et Alexandre Ier, tsars de Russie.

### Héraldique

Ancien blason de Montbéliard (1470)[Note 23].
Ancien blason de Montbéliard (1825).
Blason de la famille de Wurtemberg.
Armoiries de la ville[Note 24].

## Pour approfondir